# Brunate
Brunate (Brünaa in dialetto comasco, AFI: /bryˈnaː/) è un comune italiano di 1 586 abitanti della provincia di Como in Lombardia. Il paese è noto soprattutto per la presenza di numerose ville in stile eclettico e Liberty, per essere collegato alla città lariana tramite una funicolare e per i numerosi punti panoramici da cui si può vedere, oltre al lago di Como, l'intero arco alpino occidentale, la Pianura Padana e gli Appennini, caratteristica quest'ultima che l'ha reso noto come il "Balcone sulle Alpi". In paese vissero inoltre vari santi della Chiesa cattolica.

## Geografia fisica

### Territorio
Il territorio comunale di Brunate si trova nelle Prealpi lombarde, in corrispondenza del vertice sud-ovest del cosiddetto Triangolo Lariano, a un'altitudine compresa tra i 562 e i 1 027 metri (località CAO) sul livello del mare. Il paese di Brunate vero e proprio è situato a una quota di 715 metri, addossato al crinale del monte Tre Croci, esposto sul versante sud della montagna. Il suolo su cui è costruita Brunate è di natura calcarea, ma la presenza di depositi glaciali morenici ha reso molto fertile il sito.
Poco più a valle del paese è presente un piccolo altopiano (la località Piani di Brunate), collegato al centro storico da una strada carrozzabile stretta e tortuosa inaugurata il 15 giugno 1935.
Il territorio è in prevalenza ricoperto da boschi; le specie di alberi più presenti sono aceri, frassini, pini, betulle, robinie, querce, castagni e faggi.
I corsi d'acqua sono pressoché assenti, ridotti a rigagnoli che non raggiungono una grossa portata nemmeno nei periodi di pioggia. Sono invece presenti numerose sorgenti: la più nota è la fonte Pissarottino, situata in fondo all'omonima via, in prossimità di uno dei principali punti panoramici del paese.

### Clima
Il clima di Brunate è quello tipico di mezza montagna.
- D'estate il clima è fresco e ventilato, con temperature che superano raramente i 25 °C all'ombra, favorisce l'afflusso di turisti in cerca di refrigerio dalle ben più torride città (Como dista solo sette minuti di funicolare).
- Gli inverni invece sono piuttosto rigidi e le nevicate sono molto frequenti (fino a 50 centimetri in paese e 1,50 metri nella località CAO); tuttavia, l'isolamento è scongiurato dalla presenza della funicolare Como-Brunate, sempre attiva anche in caso di nevicate.

Ai sensi del D.P.R. 26 agosto 1993, n. 412, il comune di Brunate ricade nella zona climatica F, vale a dire quella in cui presenta un numero di gradi giorno maggiore di 3 000: quindi è possibile l'accensione degli impianti di riscaldamento senza limitazioni e sono previste agevolazioni fiscali a proposito di tali impianti.

## Origini del nome
Le origini del toponimo "Brunate" sono alquanto incerte; vi sono, a tal proposito, almeno tre possibili ipotesi:
- per alcuni, Brunate deriva da Prunear, che significa "paese nato tra i pruni";
- altri lo traggono dal termine celtico Brunear, che vuol dire "monte a oriente" (si veda anche il termine celtico Brig, che significa "altura", origine di toponimi di altre città come Brescia o Breno oppure della località Brè posta nel comune di Lugano (Svizzera): tutti questi luoghi hanno avuto origine su delle alture, proprio come Brunate);
- secondo un'altra teoria, invece, Brunate deriva dal termine di origine germanica Brunnen, cioè "fonte"; questo probabilmente per le molte sorgenti che sgorgano nel territorio comunale (tra cui la già citata fonte Pissarottino).

Ulteriori ipotesi riconducono il toponimo ai termini prunatum ("pruna", "bragia", "carbone acceso") o prunetum ("bosco di prugni"). Non si esclude nemmeno un legame con la famiglia Burrenus, la cui presenza in loco è segnalata per tutto il Medioevo.
Da ultimo, a Brunate è stata trovata una patera del IV secolo a.C., appartenente alla Cultura di Golasecca, dove compare l'abbreviazione p-r-n. Tale abbreviazione potrebbe riguardare un nome proprio leponzio per indicare il monte Bolettone, dal momento che la stessa abbreviazione si ritrova anche, con diverso esito, nella località Alp de Prina presso Caslino d'Erba. Brunate, con suffisso locativo, significherebbe quindi semplicemente "abitato presso il monte Bolettone", dove il nome del monte potrebbe essere ricondotto a una radice celtica (*brun-), dal significato di "pancia".

## Storia
Durante gli scavi a Brunate per la costruzione di una cantina in pieno centro storico (giugno 1895) e di una villa in via Pissarottino (3 febbraio 1909) sono stati ritrovati reperti che fanno pensare a un insediamento di tribù celtiche fin dal VI secolo a.C. Nel centro storico furono rinvenute due fibule, due anelli a globetti, un braccialetto, un ciondolo e un pezzo di catenella; in via Pissarottino invece un'urna cineraria, ciotole e bicchieri in terracotta, una fibula in bronzo, due anelli di bronzo e una perla d'ambra forata. Di fattura celtico-ligure è anche una selce riportata alla luce in località Mirandola e conservata presso il Museo civico archeologico di Como.
Con la colonizzazione della convalle comasca da parte dei Romani, Brunate cominciò a seguire le stesse sorti di Como. Nella seconda metà del XII secolo Brunate riuscì a costituirsi libero Comune, ma già nel 1240 ritornò sotto la giurisdizione di Como, entrando nella circoscrizione cittadina di "Porta Sala" e nella pieve di Zezio.
Punto di svolta per il piccolo borgo di Brunate fu la fondazione del monastero di Sant'Andrea nel 1340. Da questo momento, Brunate si configura come un luogo di isolamento religioso, dovuto alla difficoltà di accesso al paese. Tale difficoltà dura fino al 1817, quando viene completata una mulattiera iniziata l'anno precedente che collega direttamente il paese a Como: si tratta del cosiddetto Sentierone per Como, comprensivo di una scalinata di 1 630 gradini passante per l'ex eremo di San Donato e terminante a Como, nell'attuale via T. Grossi. Nel corso del tempo, il Sentierone diventa noto anche dapprima come salita Paradiso, successivamente come via delle scalette e, attualmente, come salita San Donato (parte bassa) sentiero Alda Merini (parte alta). Molto più tardi si aggiunsero le due strette e tortuose strade carrozzabili (una da Como, nel 1866, e una da Tavernerio) che sono tuttora usate per accedere al paese.
Nel XVI secolo, durante le dispute tra gli abitanti di Como e quelli di Torno, questi ultimi attaccarono il centro di Brunate, devastandolo.
Sempre inserito nella pieve di Zezio anche ai tempi del Ducato di Milano, nel 1751 il territorio del comune di Brunate si estendeva anche alla "Cassina Carescione".
Un decreto di riorganizzazione amministrativa del Regno d'Italia napoleonico datato 1807 sancì l'aggregazione di Brunate al comune di Como. L'unione fu tuttavia abrogata in seguito alla caduta di Napoleone e il conseguente ritorno della Lombardia alla monarchia asburgica, che ricostituì il comune di Brunate e lo inserì all'interno della provincia di Como del Regno Lombardo-Veneto.
A cavallo tra Ottocento e Novecento, da piccolo insediamento rurale medievale Brunate diventa una famosa meta per le famiglie benestanti milanesi, che costruirono ville con esse raggiunge il suo massimo splendore, simboleggiato dalla costruzione di un casinò, che verrà chiuso dopo la seconda guerra mondiale cedendo la licenza a Campione d'Italia.
Il flusso turistico verso Brunate, nonché l'arrivo in paese dell'alta borghesia milanese, venne reso possibile anche grazie alla costruzione, da parte delle Ferrovie Nord Milano, della linea ferroviaria Milano-Grandate, ultimata nel 1896. La linea si congiungeva al tratto Camerlata-Como già realizzato nel 1875. Alle ferrovie bisogna aggiungere l'apertura della funicolare Como-Brunate nel 1894 e l'inaugurazione del primo tram a Como nel 1899, in occasione del centenario della pila di Volta.
Questo afflusso turistico continuò fino alla seconda guerra mondiale, quando il paese, protetto contro possibili bombardamenti dalla vicinanza alla Svizzera, divenne meta di molti sfollati. Il 1º agosto 1943, Brunate perse la sua autonomia, diventando frazione di Como; ritornò Comune nel luglio 1947, a seguito di una petizione popolare.
A partire dal secondo dopoguerra Brunate cominciò a vivere una fase di declino per quanto riguardava la sua peculiarità principale, vale a dire quella di essere una rinomata località turistica; gli alberghi di Brunate hanno quasi tutti cessato l'attività. Il paese è passato da località di villeggiatura "d'élite" a luogo da turismo di massa stile "mordi e fuggi". Il visitatore tipico si limita alla visita del centro storico, del Faro Voltiano e dei panorami.

### Simboli

#### Stemma
Lo stemma di Brunate, approvato con deliberazione del Consiglio comunale n. 24 del 29 gennaio 1969, è stato concesso ufficialmente con decreto del presidente della Repubblica del 19 febbraio 1970.
Esso è costituito da uno scudo sannitico, sormontato da una corona turrita e ricompreso in un serto di alloro e di quercia. È ripartito obliquamente da sinistra a destra in due parti da una banda azzurra leggermente curvata verso destra, in cui vi sono contenute tre stelle d'argento a otto punte; la prima partizione è rossa con un sole figurato d'oro di 16 raggi; quella inferiore è di colore argento e vi sono raffigurate tre montagne verdi (quella centrale è il monte Tre Croci, tra il monte Goi e il monte Sant'Eutichio) e il lago alle loro pendici. La banda curvata potrebbe rappresentare l'arcobaleno, fenomeno che si osserva di frequente a Brunate, oppure la via Lattea data la presenza delle stelle.
L'associazione di questo stemma al Comune di Brunate risale alla fine del XIX secolo, quando l'allora sindaco Antonio Monti trovò nell'archivio di famiglia uno stemma molto simile a quello attuale con sotto riportata la scritta "Brunate", probabilmente opera dello storico Maurizio Monti. Dai primi del Novecento esso fece la sua comparsa sui timbri, sui sigilli e sulla carta intestata del Comune, subendo negli anni piccole modifiche, fino alla sua ufficializzazione avvenuta nel 1970. A partire dal 1990 sui timbri e sulla carta intestata del Comune appare una variante dello stemma ufficiale — che rimane sempre tale — in bicromia bianco-nera e a forma di goccia rovesciata.

#### Gonfalone
Il gonfalone del Comune di Brunate è stato approvato dal Consiglio comunale e concesso dal presidente della Repubblica con i medesimi atti dello stemma; è costituito da un drappo trinciato di bianco e di rosso. Al centro vi è lo stemma comunale e la scritta in argento "Comune di Brunate".

## Monumenti e luoghi d'interesse

### Architetture religiose

#### Chiesa di Sant'Andrea Apostolo

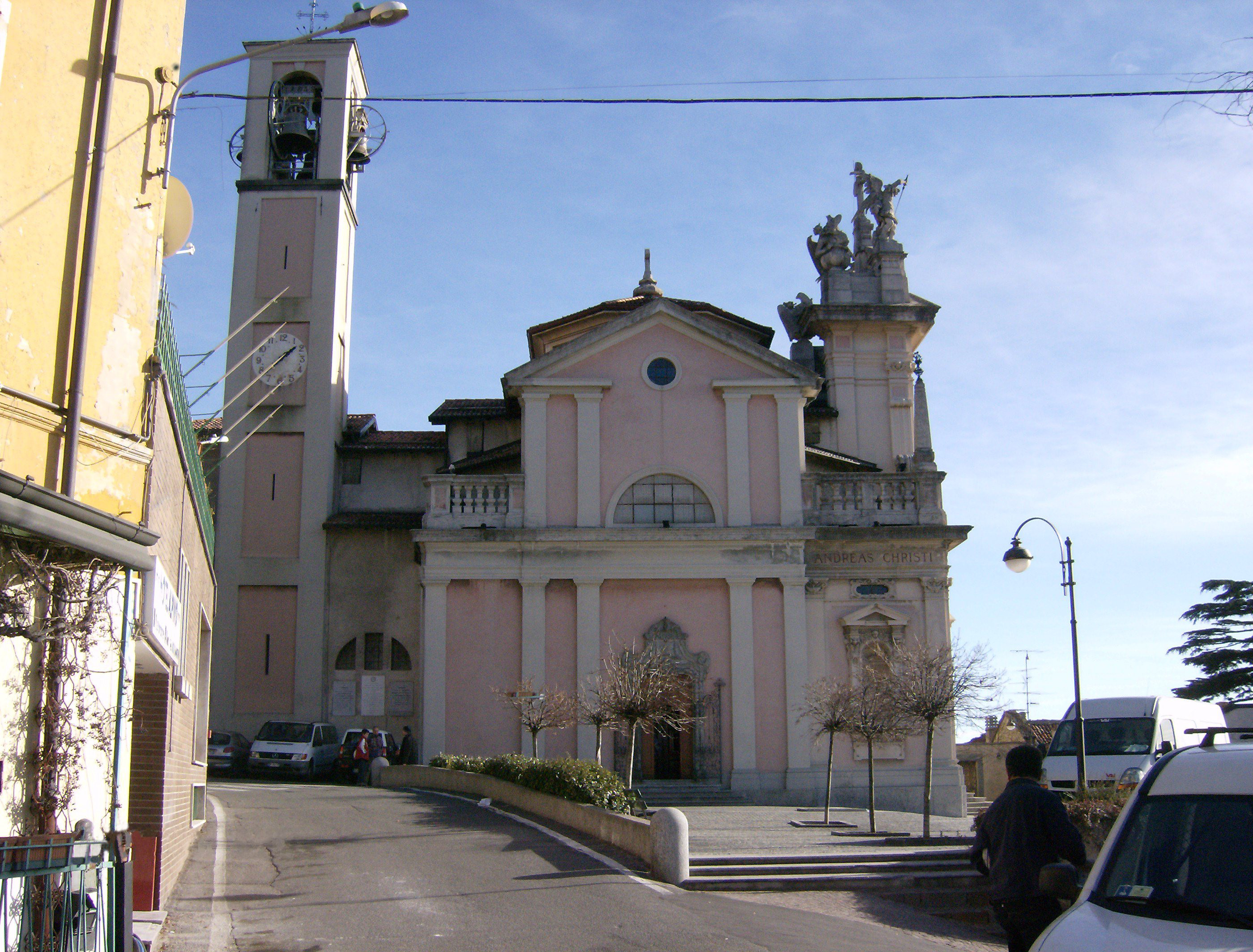
Sant'Andrea Apostolo

La chiesa parrocchiale di Brunate è dedicata al patrono sant'Andrea Apostolo e si trova in piazza della Chiesa. Le sue prime notizie risalgono al Trecento, insieme con l'annesso monastero oggi demolito; fu ampliata da ultimo tra il 1914 e il 1927 (da qui la presenza di due facciate). Vi si conservano reliquie della beata Maddalena Albrici. Nella chiesa è conservato inoltre un organo a canne risalente al 1827 e realizzato dalla casa organara Prestinari di Magenta..

#### Santuario di Santa Rita da Cascia
Situata in via alle Colme,  la chiesa di Santa Rita venne edificata nel 1941 in località CAO (Club Alpino Operaio), su progetto di Piero Clerici. La costruzione fu consacrata nel 1942 dal vescovo di Como Alessandro Macchi, che due anni dopo la elevò al rango di santuario commemorativo degli alpini caduti in guerra. Il santuario, che fu restaurato nel 1988, è annoverato nell'elenco dei Santuari e templi votivi della Diocesi di Como.

#### Altre chiese
- La chiesetta della Madonna di Pompei si trova in pieno centro storico, all'incrocio tra le vie P. e M. Monti e A. Manzoni[37], in una piazzetta appena fuori dalla corte degli Ebrei.
- La chiesa del Sacro Cuore di Gesù[37], chiesetta immersa nel verde della località Piani di Brunate affiancata da un piccolo campanile (via ai Piani).
- La chiesa di San Maurizio[37], posta nell'omonima località (via G. Scalini). Attestata già nel 1788[40], presenta sulla facciata un affresco raffigurante il santo guerriero. All'interno della chiesa, oltre a una statua in legno dedicata allo stesso santo, un quadro con funzioni di pala d'altare raffigura una Madonna col Bambino tra San Maurizio e la Beata Maddalena Albrici.

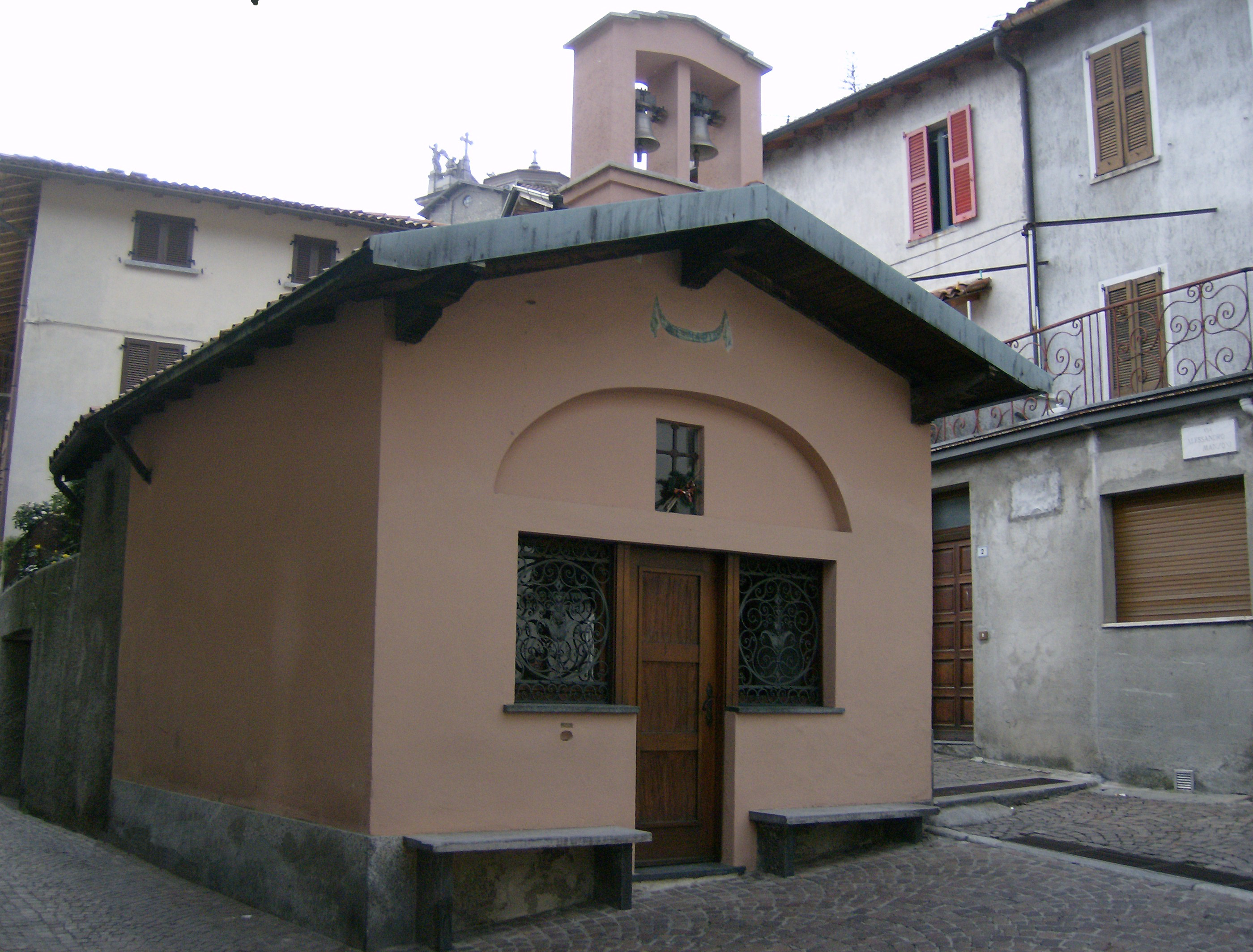
Madonna di Pompei
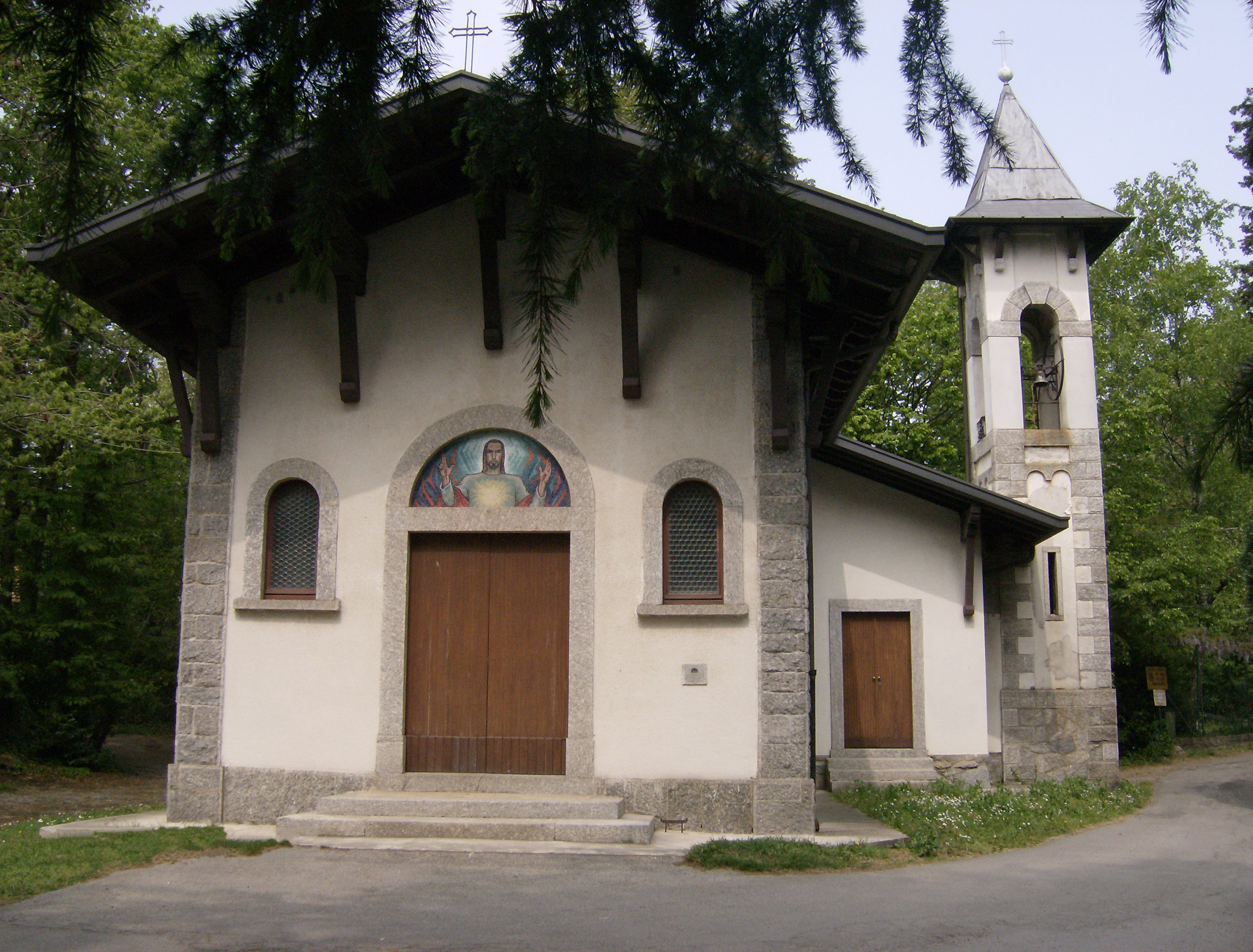
Chiesa del Sacro Cuore di Gesù
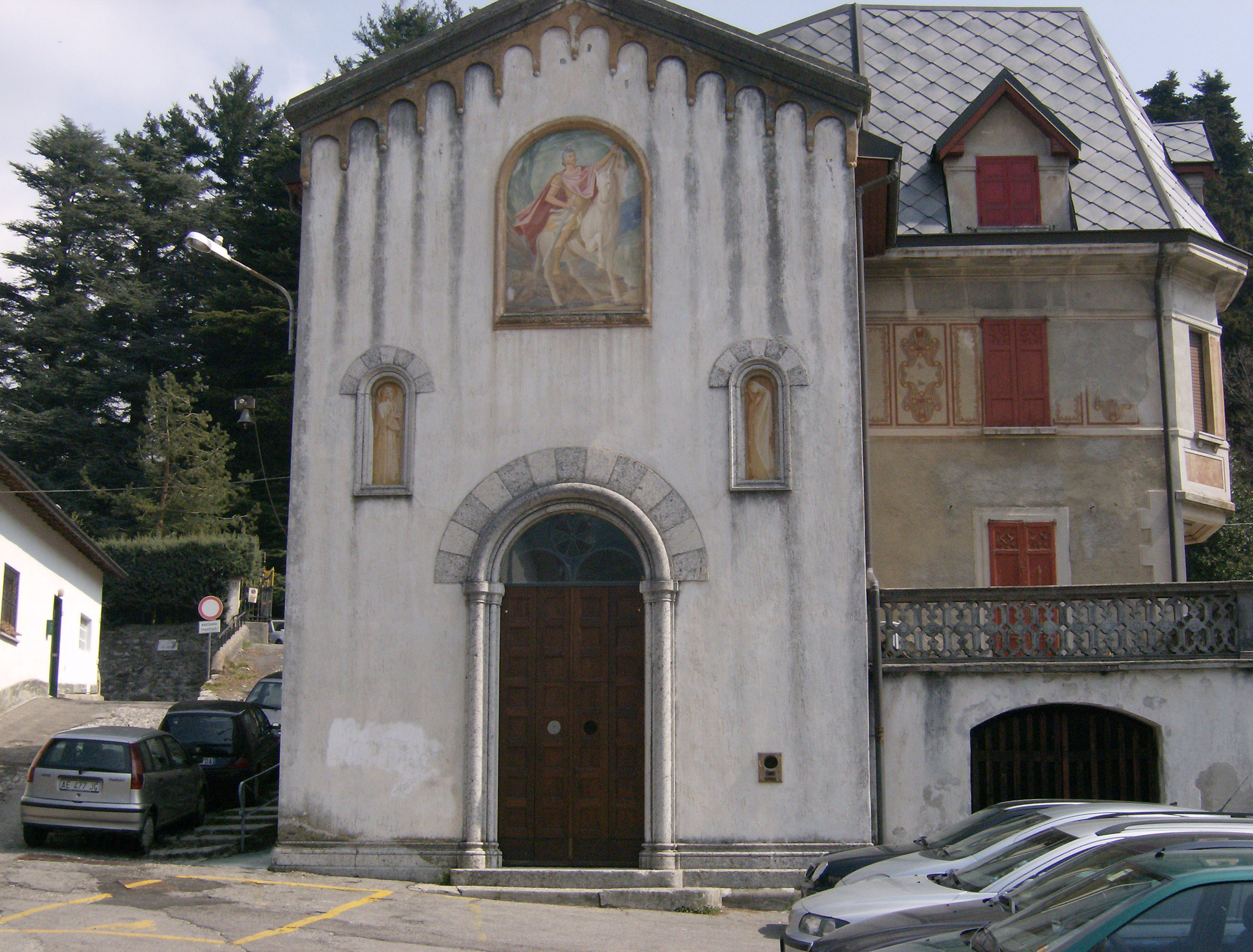
San Maurizio
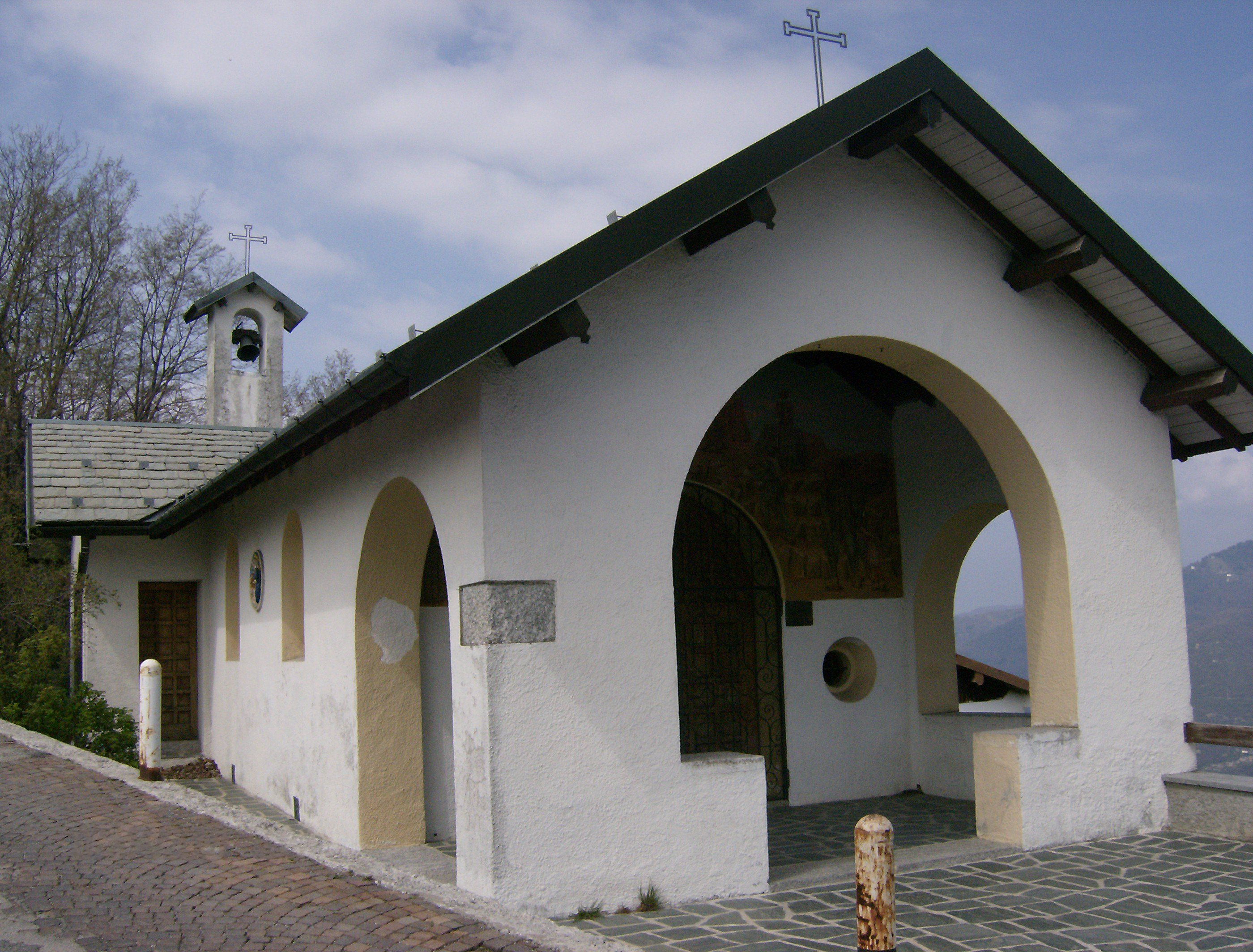
Santuario di Santa Rita

### Eremo di San Donato
Sulla costa del monte di Brunate troviamo l'eremo di San Donato eretto dai francescani nel XV secolo. Il convento esiste ancora, da cinque secoli domina la città con la sua mole severa, ma non è più luogo di preghiera poiché è sconsacrato da quando Maria Teresa d'Austria abolì i privilegi della chiesa lombarda e soppresse numerosi conventi.

### Architetture civili

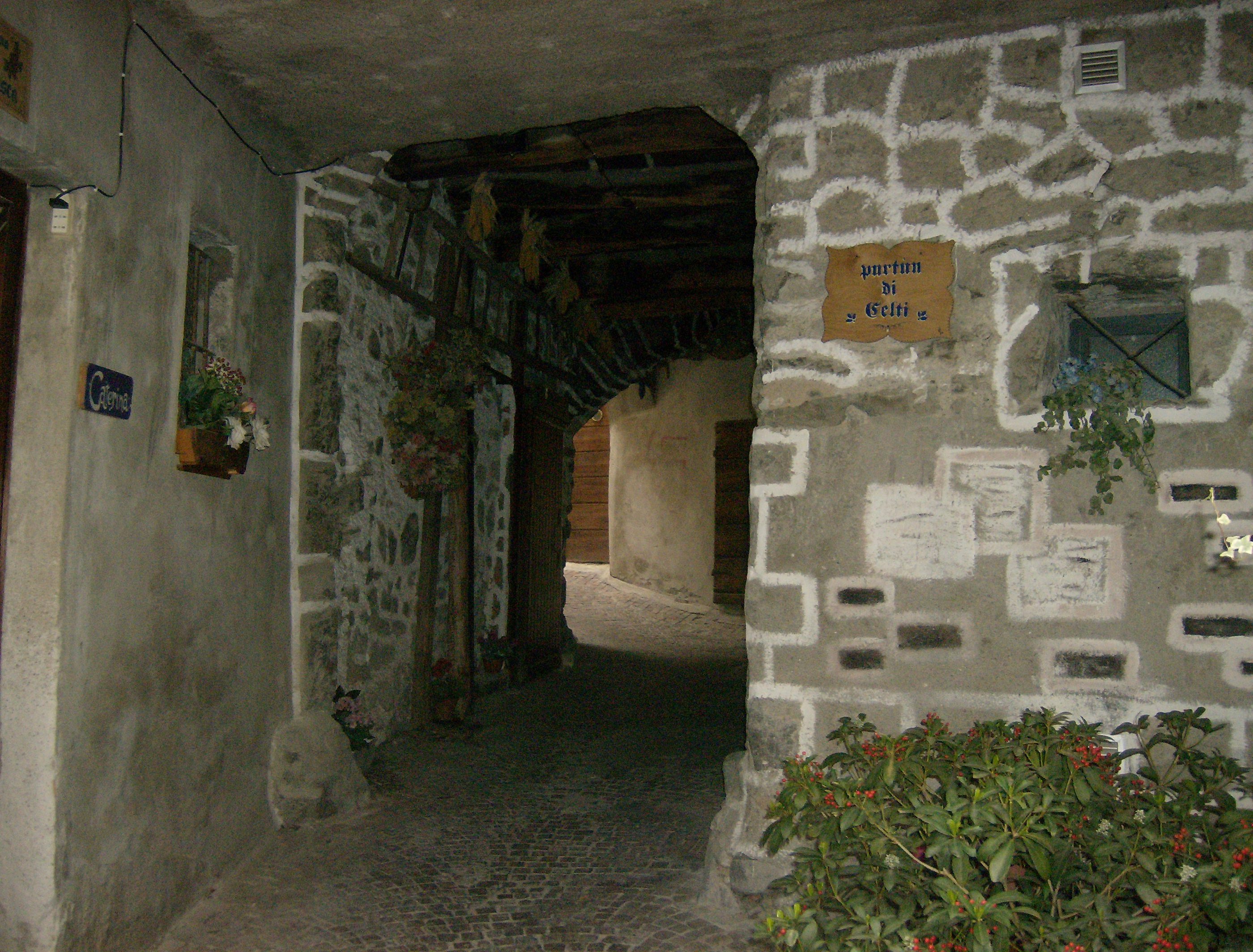
Centro storico, vicolo M. Monti

#### Centro storico
Il centro storico di Brunate è caratterizzato da viuzze a scalinata che si arrampicano sul pendio e tagliate trasversalmente dalla via P. e M. Monti, strada principale del centro stesso.
In esso sono presenti antichi edifici, portali in pietra e diverse corti: le più importanti sono la corte del Castello, uno dei luoghi più antichi di Brunate, e la corte degli Ebrei, risalente al XIV secolo.

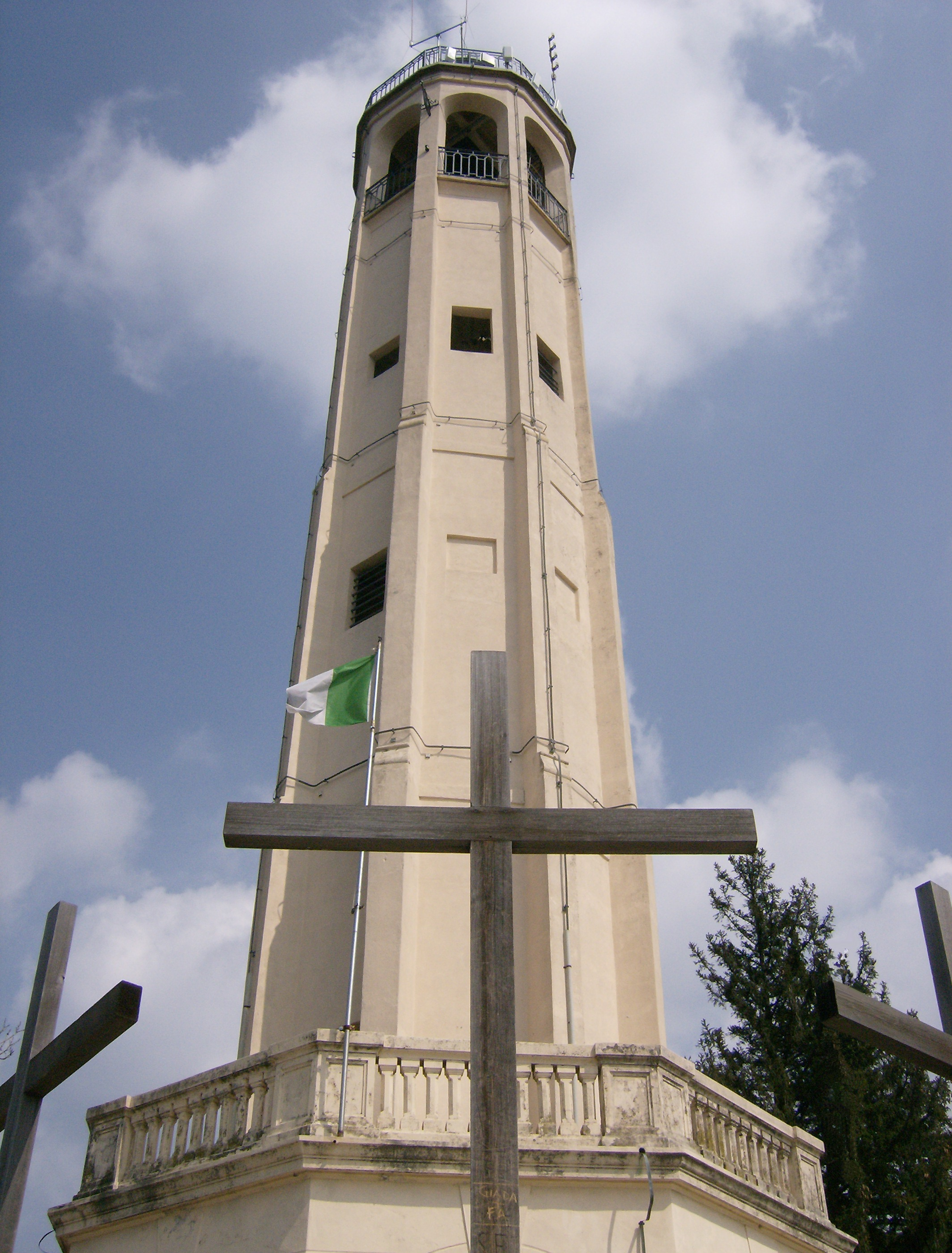
Faro Voltiano

#### Faro Voltiano
Il Faro Voltiano è una torre ottagonale alta 29 metri eretta nel 1927 sulla vetta del Monte Tre Croci (località San Maurizio) in occasione del centenario della morte di Alessandro Volta. Nella volta centrale del faro fu collocato un busto del fisico comasco, rappresentato in età avanzata, donato dai postelegrafonici. Il faro fu inaugurato l'8 settembre 1927 con l'intervento dell'allora Ministro delle Comunicazioni, Costanzo Ciano. Progettato dall'ingegnere Gabriele Giussani, ha al suo interno una scala a chiocciola di 143 gradini che permette di raggiungere due balconate circolari: la prima poco sopra il portone d'ingresso, la seconda all'esterno della lanterna; da questi punti è possibile vedere panorami che spaziano sull'arco occidentale della catena alpina, fino al Monte Rosa. Il faro, a partire dal tramonto e fino all'alba, emette alternativamente luce verde, bianca e rossa.
Di fronte al Faro si trovano tre croci che danno il nome alla località. Secondo la tradizione, le croci sarebbero legate alla storia di un eremita che abitava in quel luogo e che, per la recita del rosario, era solito sincronizzarsi con altri due monaci che vivevano in cima ad altrettante alture della città di Como: il Monte Goi e il Monte Sant'Eutichio.

#### Ville
Nel territorio comunale sono presenti numerose ville in stile eclettico e Liberty disseminate per il territorio e circondate da sontuosi parchi, non più frequentate come un tempo in estate, ma comunque nobili testimoni di un'epoca felice. Si trovano in particolare lungo le vie Pissarottino, Roma, A. Pirotta e G. Scalini.
Qui di seguito vengono riportate quelle più interessanti dal punto di vista architettonico.

##### Stile eclettico
- Villa Duca (via Roma): costruita nel 1906, è caratterizzata da una torretta ottagonale; le cornici delle finestre e degli ingressi sono in stile Liberty[48].
- Villa Cantoni: presenta tratti che si rifanno a una reinterpretazione del manierismo[49][50].
- Villa Calderini (via Roma): edificata tra gli anni dieci e venti del XX secolo, presenta elementi stilistici dei più disparati (elementi medievali, cinquecenteschi, settecenteschi, ma anche egizi e mesopotamici)[49][51].
- Villa Dolara (via A. Pirotta): ultimata nell'agosto 1896, riprende i motivi del castello medioevale[52].
- Villa Giussani (via A. Pirotta): costruita tra il 1901 e il 1904, presenta elementi manieristici e dello stile floreale.
- Villa Manfredini (via Pissarottino): a forma di chalet, è stata progettata nel 1913-14 dall'ingegnere milanese Achille Manfredini, che l'ha abitata per alcuni anni[49][53].
- Villa Biraghi presenta uno stile con forme tipiche dello chalet alpino[49][54].
- Villa Ancona-Capè (via Pissarottino): progettata negli anni 1910-1911 dall'architetto comasco Federico Frigerio, si trova al centro di uno dei più grandi giardini privati di Brunate; proprio durante gli scavi per la realizzazione di questa villa vennero ritrovati un'urna cineraria e altri oggetti di epoca celtica[N 12].
- Villa Marchello (via Roma): terminata nel 1920 in stile neo-rinascimentale, con bel giardino all'italiana dello stesso stile dell'edificio, è probabilmente opera dell'ing. Giussani.
- Villa Ghezzi Antonelli (via Pissarottino): del primo decennio del XX secolo, presenta una torretta-belvedere posta al centro e, nel giardino, un caratteristico finto pozzo in ferro battuto; in linea di massima si rifà allo stile rinascimentale, che arricchisce a tratti con eclettiche fioriture stilistiche[49][55].
- Villa Augusta (via Pissarottino): realizzata nel 1902, è formata da due corpi che si congiungono a "L" tra di loro.
- Villa Camponovo (via per Como): realizzata nel 1944, presenta due absidiole, due aggetti, una torretta e un'ampia scalinata esterna.
- Villa Fornasari, detta La Baita (via G. Scalini): ultimata nel 1920 su progetto dell'architetto comasco Federico Frigerio, è stata realizzata riprendendo lo stile neomedioevale.
- Villa Antonelli (via G. Scalini): costruita tra il 1902 e il 1906, è caratterizzata da una torretta e dal rivestimento in mattoni rossi.
- Villa Montanara (via Varesello): ricostruita nel 1894 su un edificio preesistente, riprende lo stile tipico dello chalet nordico.
- Castello dei Piani (via ai Piani): risalente al 1922, questa villa è così chiamata perché riprende le forme del tipico castello lombardo.

##### Stile liberty
- Villa Pirotta Bonacossa (via A. Pirotta): progettata nel 1902 dall'architetto comasco Federico Frigerio su commissione dell'industriale Attilio Pirotta e realizzata subito dopo, è la più maestosa villa brunatese, tanto da essere considerata come una "piccola Versailles". Contribuirono alla realizzazione anche lo scultore Ludovico Pogliaghi, di cui si può vedere la scala d'ingresso, e il pittore Antonio Ambrogio Alciati che ne affrescò gli interni. Oggi è abitata dai discendenti del chimico Alberto Bonacossa. In generale, possiamo identificare il suo stile come direttamente derivato da quello di moda sotto il regno di Luigi XV[49][56].
- Villa Cantaluppi Giuliani (via Roma): risalente al secondo periodo del Liberty e di proprietà della famiglia fondatrice dell'omonima casa farmaceutica, è caratterizzata da ricchi apparati ornamentali che rappresentano molto bene le caratteristiche dello stile Liberty con un ricco apparato ornamentale eseguito in cemento, ferro battuto, vetro, ceramica e dipinti distribuiti sulle facciate; oggi è sede della sezione locale dell'Associazione Nazionale Alpini e viene utilizzata per eventi di vario genere (mostre, cerimonie, ricevimenti, ecc.).
- Villa Orlandi (via Pissarottino): sorta durante l'ultima stagione del Liberty, presenta decorazioni e graffiti diversi per ogni lato[57].
- Villa Pierreard Marinoni Schmidlin (via Pissarottino): costruita alla fine degli anni dieci del XX secolo, è una villa piuttosto slanciata, sviluppata su tre piani[58].
- Villa Farneti (via G. Scalini): edificata dopo la prima guerra mondiale, presenta una torre panoramica quadrata.
- Chalet Sonzogno (via Nidrino): costruzione di legno. Il villino è un prefabbricato canadese realizzato per l'Esposizione Internazionale di Torino nel 1902 e poi messo in palio come 3º premio dal giornale "Il Secolo" di Sonzogno per gli abbonati del 1904.

#### Altre ville
- Villa Elisi, progettata da Antonio Sant'Elia.[59]
- Villa Maria[59]

#### Altre architetture
- Grand Hotel Brunate[59] (via Pirotta): ultimato nel 1893 su progetto dell'architetto Giuseppe Casartelli in stile Liberty.
- Grand Hotel Milano: ultimato nel 1910 in stile Liberty.

### Altro
Brunate ospita due opere scultoree che ricordano il poeta Slavejkov, il quale trascorse gli ultimi anni della propria vita presso il locale albergo Bellavista: la prima è un busto collocato nel 2007 nel giardino della biblioteca comunale; la seconda è una lapide, installata nel 2020 all'esterno dello stesso albergo, nella quale viene ulteriormente ricordata la poetessa Mara Belcheva, compagna dello Slavejkov.
Vicino alla fermata della funicolare si trova inoltre la Fontana del Campari, nota anche come le Tre Fontane opera razionalista con bassorilievo a grottesche progettata negli anni 1930 da Giuseppe Gronchi per pubblicizzare l'azienda Campari. Originariamente le due colonne laterali della fontana terminavano con le teste di Mussolini e di Vittorio Emanuele III, eliminate dopo la guerra.

### Punti panoramici
Brunate è frequentata dai turisti soprattutto per ammirare i panorami che hanno contribuito a ribattezzare il paese come "il Balcone sulle Alpi". In giornate limpide è infatti possibile vedere distintamente i grattacieli di Milano, ma soprattutto l'intero arco alpino occidentale (da cui si staglia in particolare il Monte Rosa), la Pianura Padana e gli Appennini. I migliori punti panoramici sono posti in fondo alla via Pissarottino, sul Piz Belvedere (all'incrocio con via A. Pirotta), in piazza A. Bonacossa e sul Faro Voltiano.

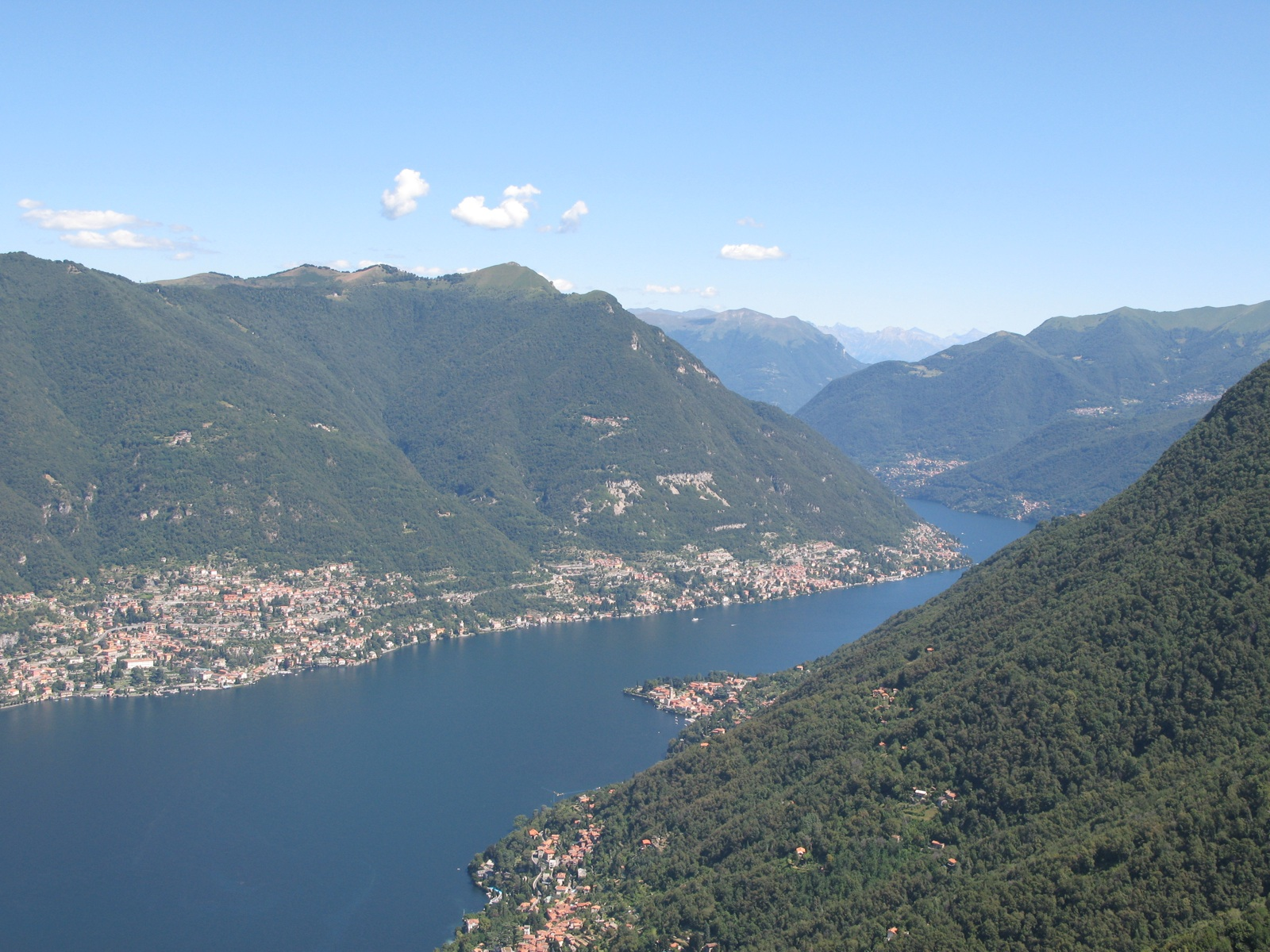
Vista del lago di Como dal faro di Brunate
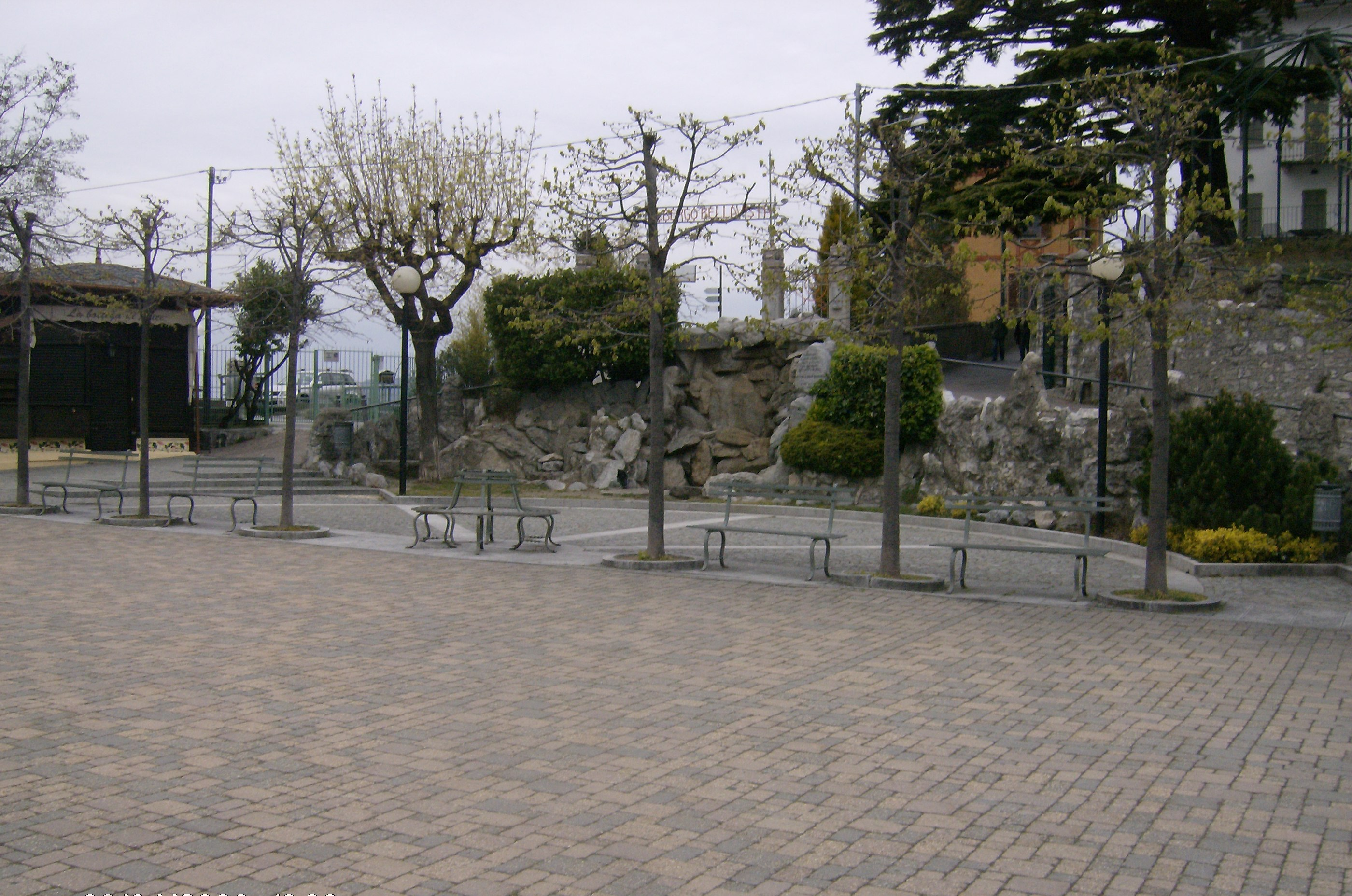
Piazza A. Bonacossa
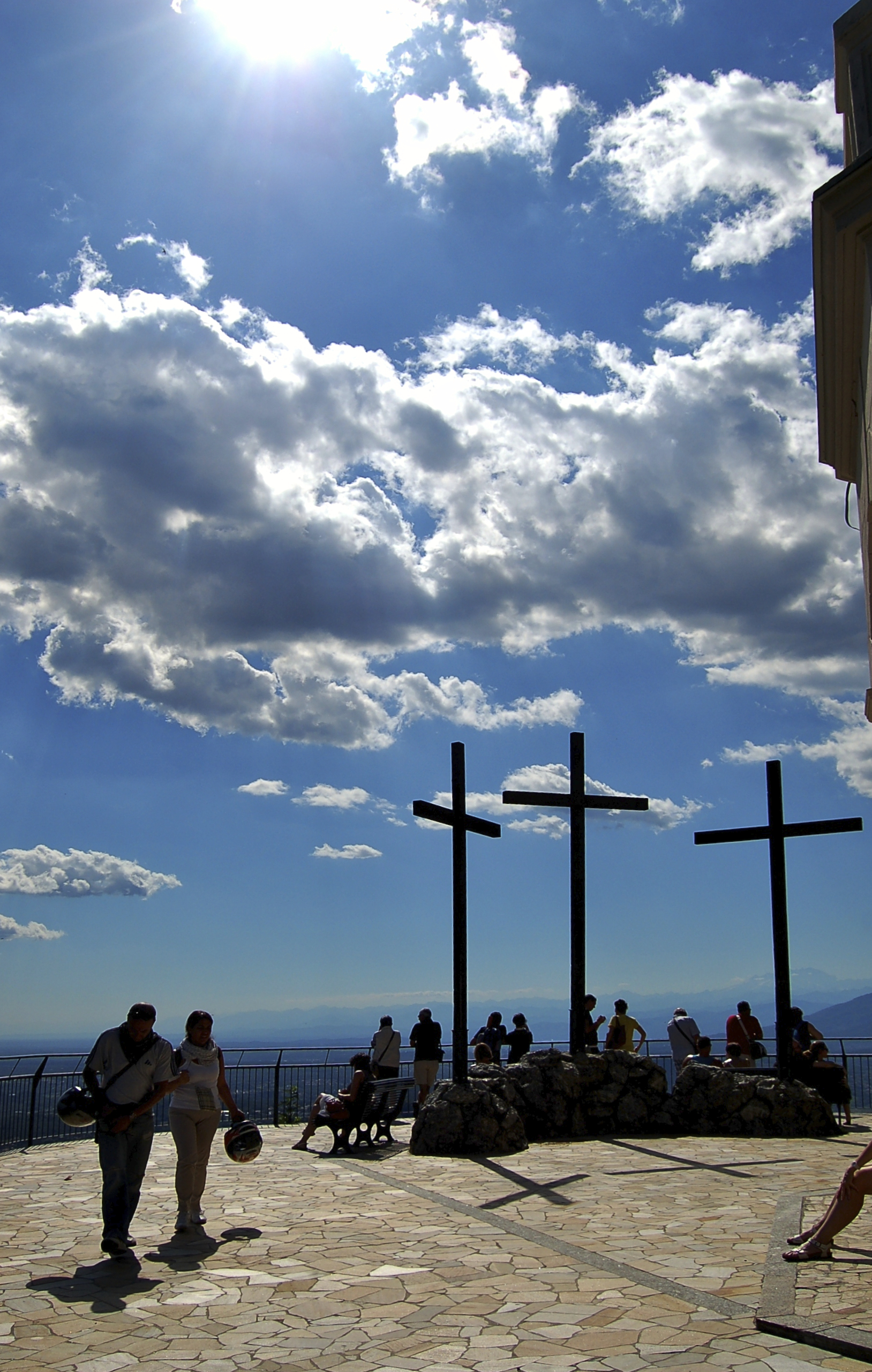
Balconata del Faro Voltiano
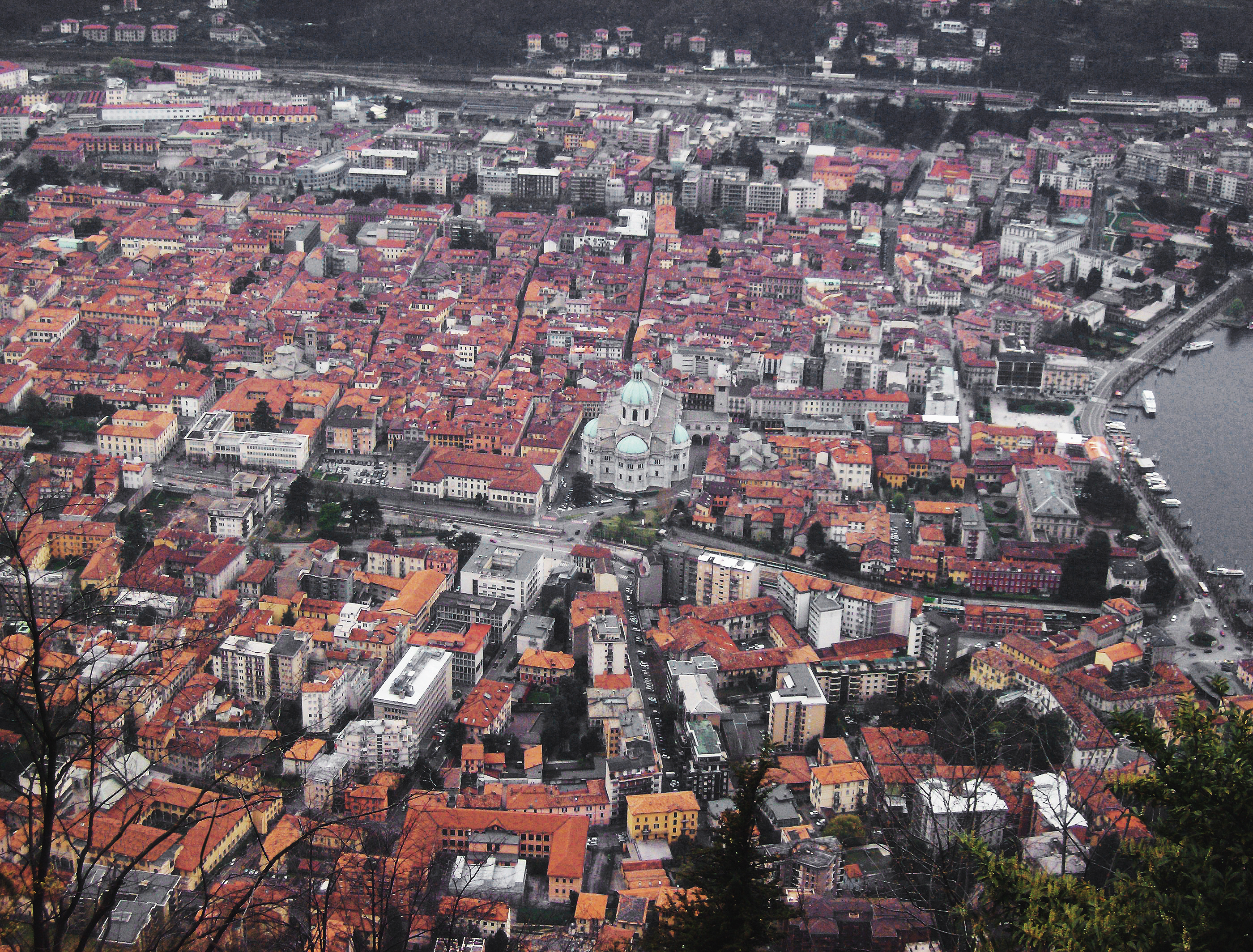
Como dal Piz Belvedere
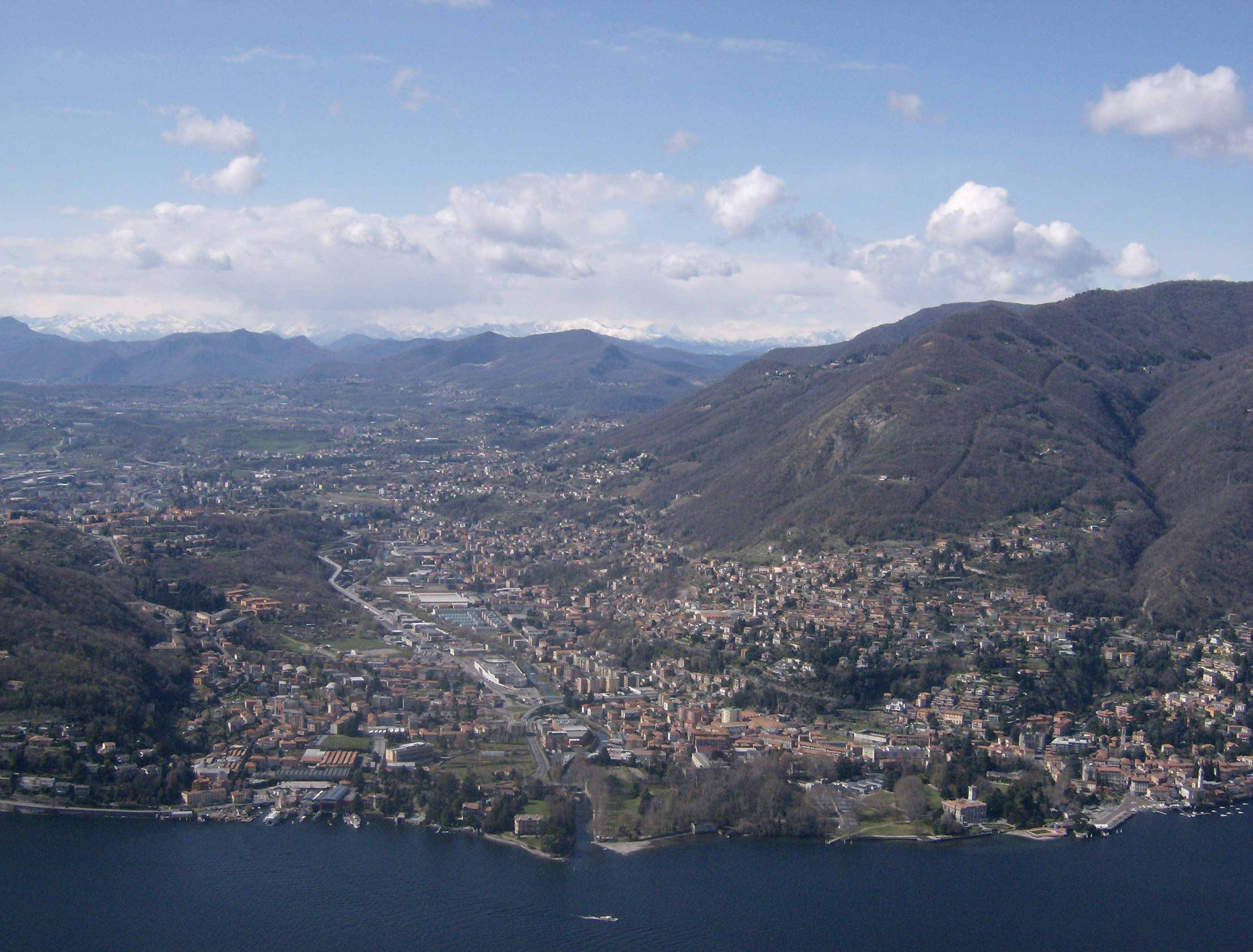
Panorama da via Pissarottino

## Società

### Evoluzione demografica
Prima dell'unità d'Italia
- 1751: 170 abitanti[18]
- 1771: 222 abitanti[61]
- 1799: 230 abitanti[23]
- 1853: 251 abitanti[24]

Dopo l'unità d'ItaliaAbitanti censiti

La popolazione di Brunate ha subito un grande incremento nel secondo dopoguerra. Sono principalmente due i fattori che hanno contribuito a un aumento di residenti così rilevante in quindici anni (+ 117,46% tra il 1936 e il 1951): innanzi tutto si è verificato un vertiginoso aumento delle nascite rispetto al periodo pre-bellico e poi sono aumentate le immigrazioni di persone, anche provenienti dal Sud Italia, alla ricerca di posti di lavoro che, a quell'epoca, a Brunate non mancavano.
Dal censimento del 2001 la popolazione residente a Brunate, dopo una lunga fase di stallo, ha ripreso a crescere, tanto che all'ultima rilevazione statistica annuale (riferita al 31 dicembre 2013) il Comune conta 1 786 abitanti (+ 64 rispetto al citato censimento, per un totale di 777 famiglie composte in media da due componenti). Un fatto decisamente insolito per un Comune montano qual è Brunate, ma che è dovuto principalmente alla sua posizione strategica rispetto a Como, città raggiungibile in soli sette minuti di funicolare: in pratica, alla pari di altri paesi della cintura comasca come Grandate, Lipomo, Montano Lucino, Cernobbio, Maslianico e San Fermo della Battaglia, Brunate è diventato un sobborgo del capoluogo lariano.
L'incremento degli ultimi anni è dovuto all'immigrazione di persone provenienti dall'estero, in particolare da Romania, Turchia, El Salvador, Ucraina e Marocco, che trovano per lo più impiego presso le relativamente numerose imprese edili artigiane presenti sul territorio comunale oppure presso le ville brunatesi in qualità di domestici.

### Etnie e minoranze straniere
Al 1º gennaio 2013 Brunate contava 141 stranieri residenti (l'8% della popolazione), di cui 102 provenienti da Paesi non appartenenti all'Unione europea. La comunità nazionale più numerosa era quella di El Salvador con 17 persone.

### Lingue e dialetti
Oltre alla lingua italiana, a Brunate è utilizzato il locale dialetto comasco, una variante della lingua lombarda. Come tutti i dialetti lombardi occidentali, anche il comasco è sostanzialmente una lingua romanza derivata dal latino.

## Cultura

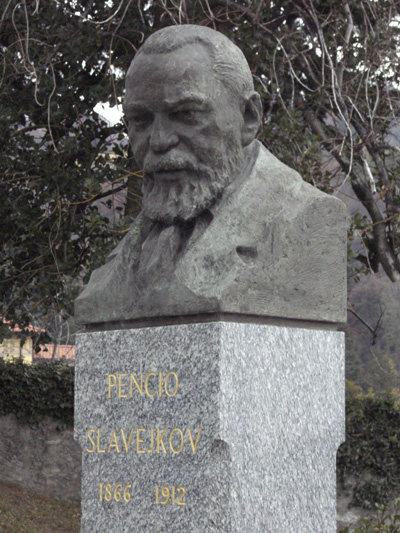
Il busto di Slavejkov a Brunate

Penčo Slavejkov, poeta bulgaro nato a Trjavna nel 1866, è morto a Brunate presso l'Hotel Bellavista il 10 giugno 1912. Il 24 novembre 2007, alla presenza delle autorità bulgare e italiane, è stato inaugurato un busto di bronzo del poeta, opera dello scultore bulgaro Valentin Starčev.

### Istruzione

#### Biblioteche
A Brunate esiste una biblioteca comunale. Dapprima la sua sede era al piano interrato del Municipio. Poi, il 28 ottobre 2006, è stata inaugurata la nuova sede, presso l'ex Albergo Volta, non lontano dalla stazione della funicolare.
La nuova biblioteca, distribuita su tre piani, ha anche un annesso auditorium da 80 posti utilizzato per concerti, conferenze e altri eventi di carattere culturale.
Dal 2002 la biblioteca di Brunate fa parte del Sistema Bibliotecario Intercomunale di Como.

#### Scuole
Sul territorio di Brunate sono presenti le seguenti tipologie di scuole:
- un micronido, gestito da privati ma convenzionato con il Comune[N 16], destinato ai bambini di età compresa tra i 12 e i 36 mesi;
- una scuola dell'infanzia, dedicata a Eleonora Pedraglio, gestita da un'associazione privata ma anch'essa convenzionata con il Comune[N 17];
- una scuola primaria statale, intitolata all'ex sindaco Gabriele Giussani.

Visto che la normativa italiana prevede l'obbligo scolastico per tutti i ragazzi fino ai sedici anni e siccome Brunate può garantire nelle strutture presenti sul suo territorio la frequenza solo fino alla scuola primaria, l'amministrazione comunale interviene ogni anno in favore degli studenti delle scuole secondarie di primo grado e dei primi due anni delle scuole secondarie di secondo grado, pagando per ciascuno di essi la metà dell'abbonamento mensile della funicolare, unico mezzo di trasporto pubblico che unisce Brunate al capoluogo lariano.

### Eventi
Brunate è interessata, soprattutto in estate, da diverse manifestazioni a carattere culturale (conferenze, letture, concerti, proiezioni), che si svolgono in prevalenza nell'auditorium della nuova Biblioteca Comunale. Altre manifestazioni musicali hanno luogo nei giardini delle ville presenti sul territorio e nel centro storico.
Brunate era rinomata per la "Festa del Narciso", un tempo fiore tipico dei prati brunatesi, che si teneva nel mese di maggio; organizzata per la prima volta nel 1936, divenne nel 1966 "Brunate in fiore" e dal 1967 "Armonie fiorite". L'ultima edizione si tenne nel 1973. Dal 1996 al 2008 si è invece tenuta la rassegna "Appuntamenti Musicali", che consisteva in concerti eseguiti nelle ville brunatesi.
Ulteriori eventi di rilievo sono:
- il torneo di calcio dei rioni (Castello, Doss, Laghetto e Nidrino), che si svolge nella prima metà di luglio presso il centro sportivo del Nidrino;
- la festa di San Maurizio, secondo patrono del Paese; è una tipica sagra paesana organizzata dalla locale sede dell'Associazione Nazionale Alpini che si tiene ogni anno alla terza domenica di settembre nell'omonima località, animata da pranzo all'aperto, giochi e gare sportive,
- la festa in onore del patrono Sant'Andrea Apostolo, che si svolge il 30 novembre. Il giorno precedente viene effettuata una fiaccolata che ha inizio in un paese - differente anno per anno - avente Sant'Andrea Apostolo come santo protettore e che termina alla Chiesa parrocchiale[N 19]. Sui davanzali delle case che si affacciano sulle vie interessate da questa fiaccolata vengono accesi dei lumini, che rendono ancora più suggestivo il percorso. Nel giorno di commemorazione del Santo si organizzano manifestazioni, una fiera di merci di vario genere e un'esposizione di prodotti tipici locali.

## Geografia antropica
Il vero e proprio paese di Brunate si identifica con il centro storico, sviluppatosi ai piedi del vecchio monastero di Sant'Andrea, di cui oggi è rimasta la sola chiesa, pesantemente rimaneggiata esternamente nei primi anni del XX secolo.

### Frazioni
Nel territorio comunale di Brunate esistono anche altri nuclei abitati:
- San Maurizio, situato poco al disotto della cima del Monte Tre Croci, dove sono presenti la chiesa di San Maurizio e il Faro Voltiano;
- CAO (acronimo di Club Alpino Operaio), posto al termine della strada in pavé che da San Maurizio porta al sentiero della Dorsale del Triangolo Lariano, in questa località c'è un piccolo santuario dedicato a Santa Rita;
- Nidrino, centro residenziale a ovest del centro storico, sviluppatosi soprattutto negli anni 1970, in cui si trova il centro sportivo comunale;
- Piani di Brunate, anch'esso costituito in prevalenza da villette edificate negli anni 1970 sull'altopiano presente al disotto del centro storico, dove ci sono la caratteristica chiesetta del Sacro Cuore di Gesù e il già citato Castello;
- Carescione, piccolo nucleo di case posto tra la località Piani e il tracciato della funicolare;
- Laghetto, situato nella parte orientale del territorio comunale, così chiamato per la presenza in passato di un piccolo lago, che alimentava l'antico lavatoio oggi demolito. Questo invaso venne prima coperto (1939)[7] e poi del tutto prosciugato (1975) per far spazio a un parcheggio[72]. Nei pressi c'è la stazione dei Carabinieri.

## Economia

### Agricoltura e silvicoltura
L'agricoltura e la silvicoltura in passato hanno rivestito una grande importanza per l'economia brunatese: le coltivazioni si trovavano in località Laghetto ed erano disposte su terrazzamenti artificiali; venivano coltivate tutte le specie di ortaggi con l'eccezione delle patate, che non si adattavano alla tipologia del terreno. In particolare Brunate era rinomata in tutto il territorio lariano per la coltivazione delle cipolle. A Brunate inoltre venivano coltivati i castagni da frutto.
A partire dagli anni della seconda guerra mondiale le coltivazioni di ortaggi e di castagni sono state del tutto abbandonate: in particolare, i terrazzamenti sono oggi ricoperti da robinie.

### Artigianato
Tra i secoli XVII e XIX Brunate era nota per la produzione artigianale di strumenti di fisica, in particolare di barometri e termometri. Questi artigiani, chiamati baromèta, erano particolarmente rinomati non solo nel circondario, ma anche in tutta Europa, tanto che numerosi baromèta lasciarono definitivamente Brunate per stabilirsi soprattutto in Francia, ove trovarono condizioni favorevoli per gestire i loro affari.
Inoltre, grazie alla presenza di fitti boschi, a Brunate era fiorente l'artigianato del legno: dal castagno si ricavavano i serramenti, dal frassino i mobili e dall'olmo (essenza oggi scomparsa dai boschi di Brunate) i ceppi per i macellai.
Oggi, scomparsi quasi del tutto i falegnami, le imprese artigiane sono presenti nel settore dell'edilizia.

### Industria
L'industria nel senso di esistenza di fabbriche e simili non è mai esistita a Brunate. Una modesta industria a carattere familiare è comunque vissuta a Brunate nella prima metà del XX secolo, ma se ne e quasi persa la memoria. Era una fabbrica di dentifricio e di collutorio, Pyorresan, che faceva capo al chimico croato dott. Padarco, rifugiatosi in Italia. Il laboratorio Aesculp (in italiano: Esculapio, dio della medicina) era situato nella volumetria a valle dell’Hotel Milano, a lato dell’ex garage Maria. I figli di Padarco scelsero altre strade e l’industria chiuse in silenzio. Erano poi presenti sul territorio una cava di sabbia (chiamata Cassinella), una di pietre (da cui si ricavavano i sassi per i terrazzamenti) e una d'argilla; particolarmente attiva quest'ultima, da cui si estraeva il materiale per la produzione dei coppi dei tetti delle case di Brunate. Anche questo tipo di attività è venuto a cessare negli anni della seconda guerra mondiale.

### Turismo

#### In generale
Nonostante la crisi del secondo dopoguerra, che ha pesantemente ridimensionato il flusso turistico, l'economia di Brunate è basata essenzialmente sul turismo, meno elitario e più di massa rispetto al passato. I grandi alberghi, oggi abbandonati, sorti all'inizio del Novecento (primo fra tutti il Grand Hotel Milano, seguito dal sottostante Grand Hotel Brunate, e dagli alberghi La Lucciola, Alla Mirandola, Miramonti e Paradiso) hanno lasciato spazio a piccole strutture ricettive a conduzione familiare e ad attività atte ad accogliere turisti per brevi periodi di tempo.

#### Le camminate
Altra caratteristica che rende Brunate un'importante località turistica è quella di essere un punto di partenza per numerose camminate che interessano il Triangolo Lariano. In particolare si segnalano tre percorsi, molto battuti dagli appassionati di trekking.

##### Strada Regia

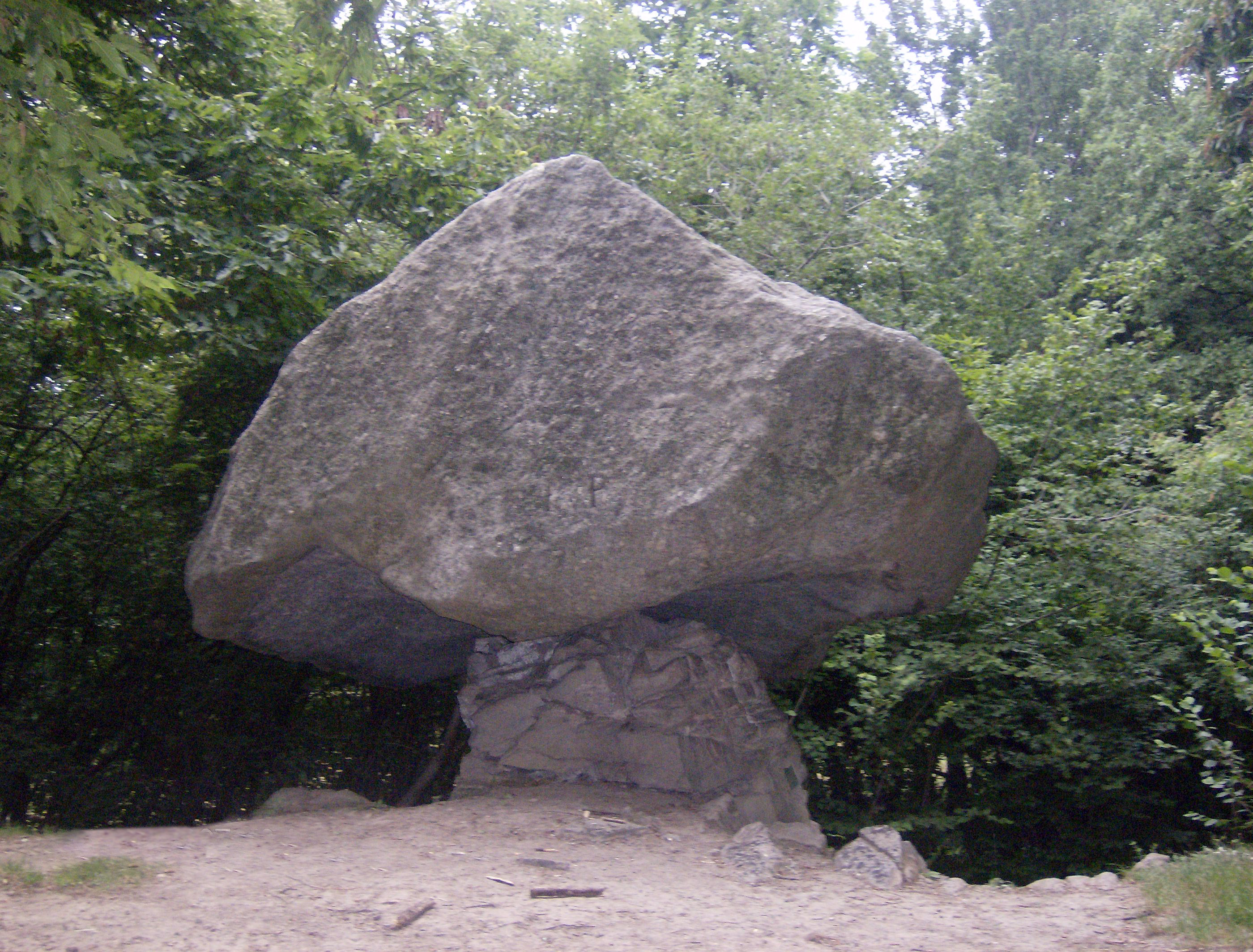
Pietra Pendula

La "Strada Regia" è un percorso inaugurato nel 2006 dopo interventi di ripristino e di messa in sicurezza; parte nei pressi del Centro Sportivo Comunale del Nidrino e permette di raggiungere Bellagio camminando su sentieri a mezza costa. Tale percorso, che un tempo fungeva da mulattiera di collegamento tra i paesi della sponda orientale del lago di Como prima della realizzazione della nuova strada carrozzabile, permette di scoprire monumenti naturali come i massi erratici (in particolare, con piccole varianti dal percorso, la Pietra Nairola, il Sasso del Lupo e la Pietra Pendula) e i massi avello (sepolcri di epoca barbarica scavati nei massi erratici) e paesini caratteristici

##### Dorsale del Triangolo Lariano

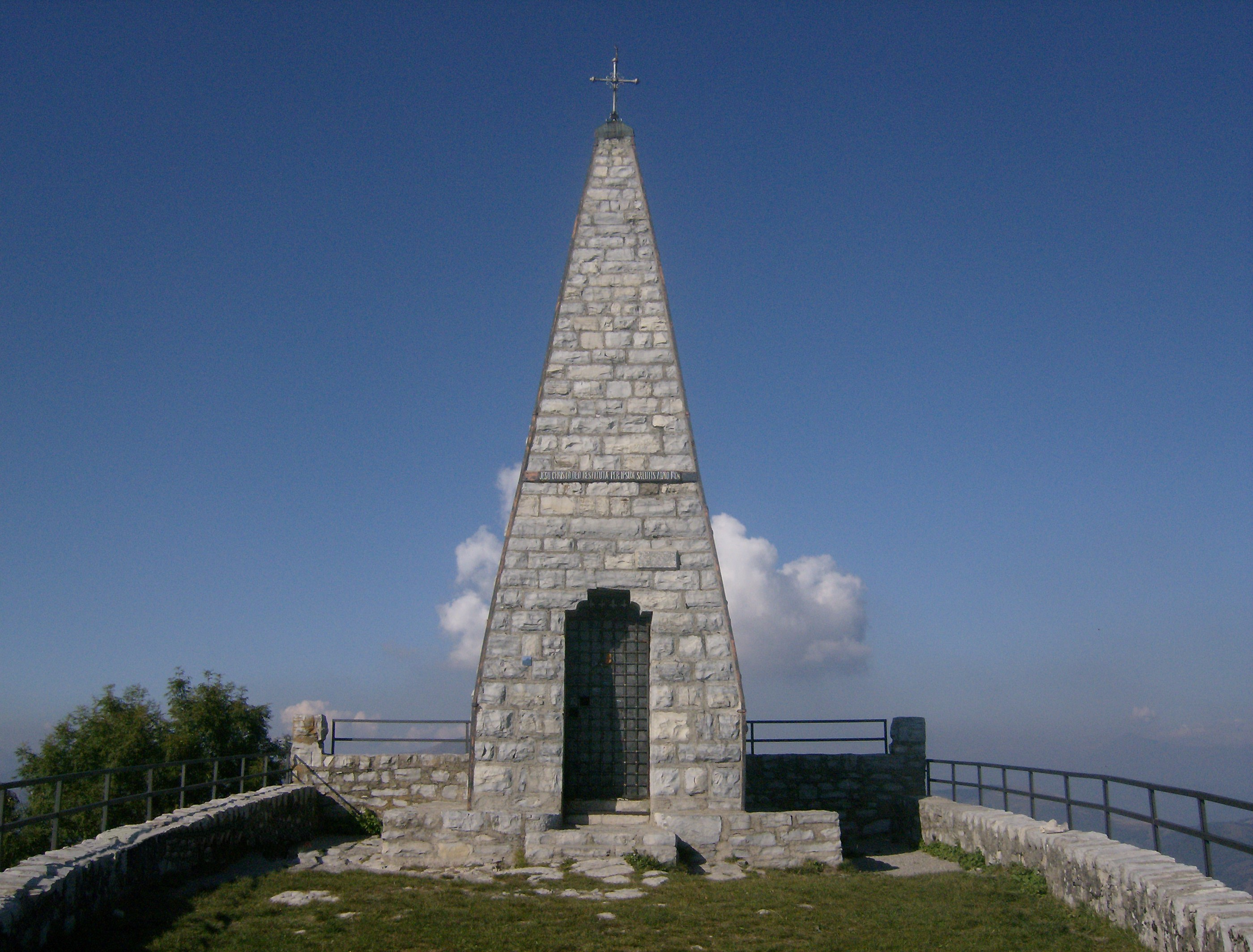
Cappella sul Palanzone

Questo percorso permette di raggiungere Bellagio camminando sul sentiero che percorre la cresta del Triangolo Lariano, sfiorando i monti Boletto, Bolettone, Palanzone e San Primo. Tale tracciato, percorribile anche in mountain bike, offre agli escursionisti spettacolari panorami sul lago di Como e sulle zone circostanti

##### Percorso Brunate-Como-Torno
Il percorso ha inizio vicino alla fermata della funicolare. Lungo la strada si possono ammirare le sontuose ville Liberty. Proseguendo lungo via Nidrino, la strada si biforca sulla sinistra, si raggiunge il campo sportivo, s'inizia il sentiero nel bosco che, a tratti, lascia intravedere tra la ricca vegetazione, bei panorami del lago. Lungo il sentiero vi è un enorme monolito di granito ghiandone proveniente dalla Val Masino. La leggenda dice che sotto, nella caverna, viveva un lupo terribile che rapiva i bambini cattivi.
Dopo due ore circa si raggiunge l'abitato di Montepiatto con l'antica chiesetta dedicata a santa Elisabetta, in una splendida posizione panoramica, poco distante appare l'imponente pietra Pendula, un enorme fungo in precario equilibrio che si staglia nel bosco. Proseguendo verso nord si percorre una strada in discesa che conduce a Piazzaga e percorrendo una bella mulattiera acciottolata che attraversa antichi terrazzamenti coltivati si scende a Torno. Percorso facile che permette di scoprire monumenti naturali come i massi erratici (in particolare, la pietra Nairola, il sasso del Lupo) e i massi avello (sepolcri di epoca barbarica scavati nei massi erratici).

## Infrastrutture e trasporti

### Strade
Per la particolare configurazione del luogo in cui sorge Brunate, questa è collegata agli altri centri abitati della provincia da due strade carrozzabili molto strette e tortuose:
- la strada comunale Como-Brunate, che collega i due centri solcando il pendio del Monte Tre Croci passando per Garzola, frazione montana di Como;
- la strada provinciale Tavernerio-Brunate, che mette in comunicazione il paese montano con la strada statale 342 Briantea all'altezza dei comuni di Tavernerio e di Albese con Cassano.

Sempre a causa della larghezza ridotta delle strade comunali, l'ordinanza sindacale n. 1100 del 18 febbraio 2008, in vigore dal 1º marzo 2008, vieta l'accesso sul territorio comunale dalle 7:00 alle 20:00 delle autovetture più larghe di 184 centimetri e con ruote dal diametro superiore ai 730 millimetri.

### Impianti a fune

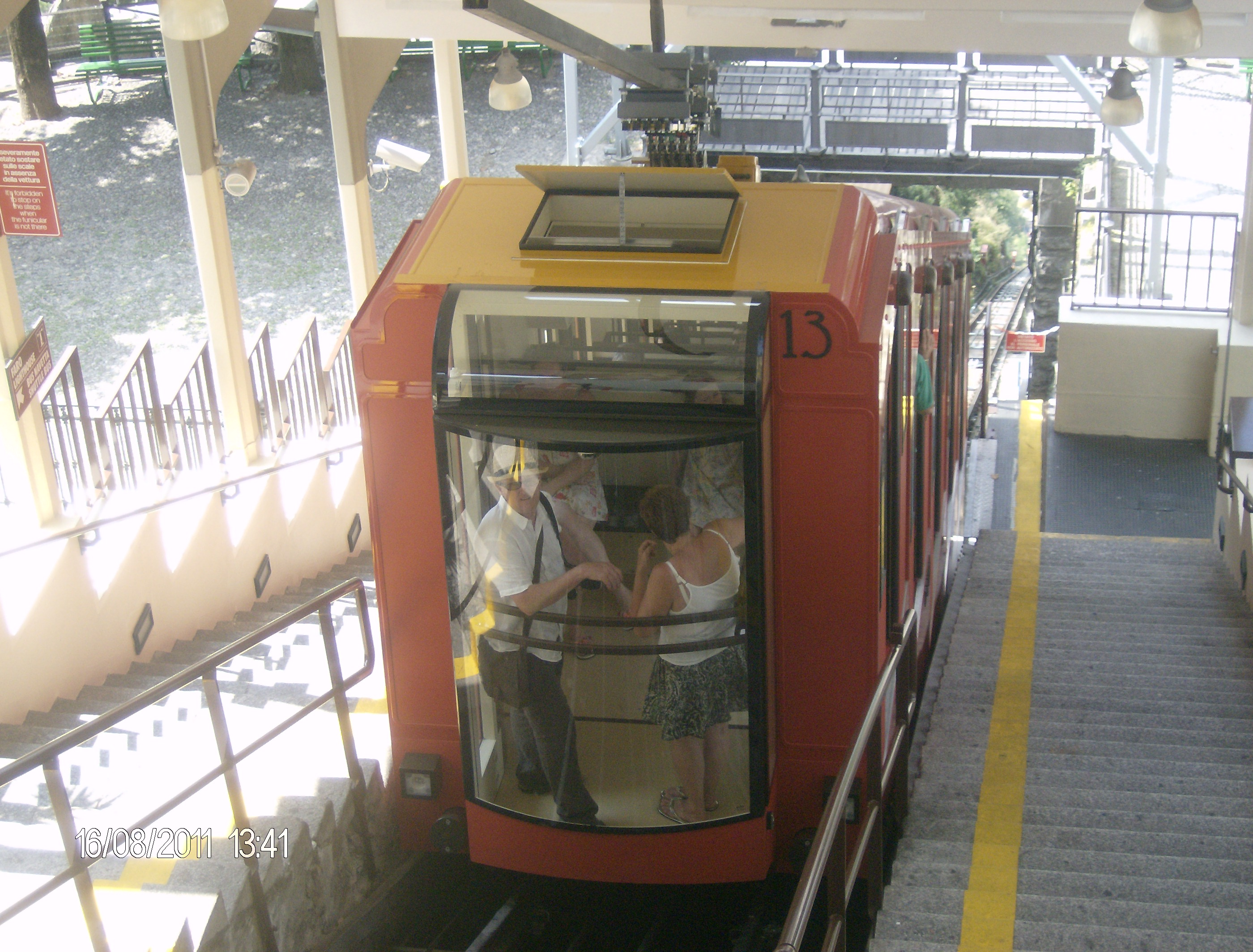
Carrozza bruCO n. 13

La funicolare Como-Brunate ha favorito lo sviluppo del turismo, nei primi anni del XX secolo è diventata la stazione estiva più famosa della "Belle Époque" per le ricche famiglie milanesi.
La funicolare è stata inaugurata l'11 novembre 1894, parte da Como in piazza A. De Gasperi e arriva a Brunate in piazza A. Bonacossa.
Questo pittoresco mezzo di trasporto, che tra l'altro costituisce l'unica linea extraurbana che interessa il paese, compie il tragitto Como-Brunate in 7 minuti, superando un dislivello di circa 500 metri con pendenza massima del 55%.
Nel tragitto Como-Brunate si può godere del panorama sulla città di Como. Di fronte alla stazione d'arrivo attraverso un'ampia vetrata si può osservare l'imponente sala macchine che permette il funzionamento della funicolare stessa.

### Mobilità urbana
L'unico mezzo di trasporto urbano di Brunate è l'autobus Brunate-CAO. Esso collega la stazione della funicolare stessa, sita in piazza A. Bonacossa, con il parcheggio della località CAO, punto di partenza del sentiero della Dorsale del Triangolo Lariano. Il servizio su questa linea è giornaliero durante i mesi estivi, solo festivo durante il resto dell'anno.
Il nome di Brunate è tornato alla ribalta nazionale con l'emissione, da parte del Sindaco, di un'ordinanza entrata in vigore il 1º marzo 2008 che vietava l'accesso sul territorio comunale dalle 7 alle 20 delle autovetture più larghe di 184 cm e con ruote dal diametro superiore ai 730 millimetri. Questa ordinanza, contestata da commercianti, albergatori e possessori di fuoristrada e monovolume, mirava a escludere l'accesso a Brunate ai mezzi troppo ingombranti, a causa della larghezza ridotta delle strade brunatesi. Per questo oggi, data anche la scarsità di parcheggi, il mezzo di trasporto più consigliato per accedere al "Balcone sulle Alpi" è ancora senza dubbio la funicolare.

## Amministrazione

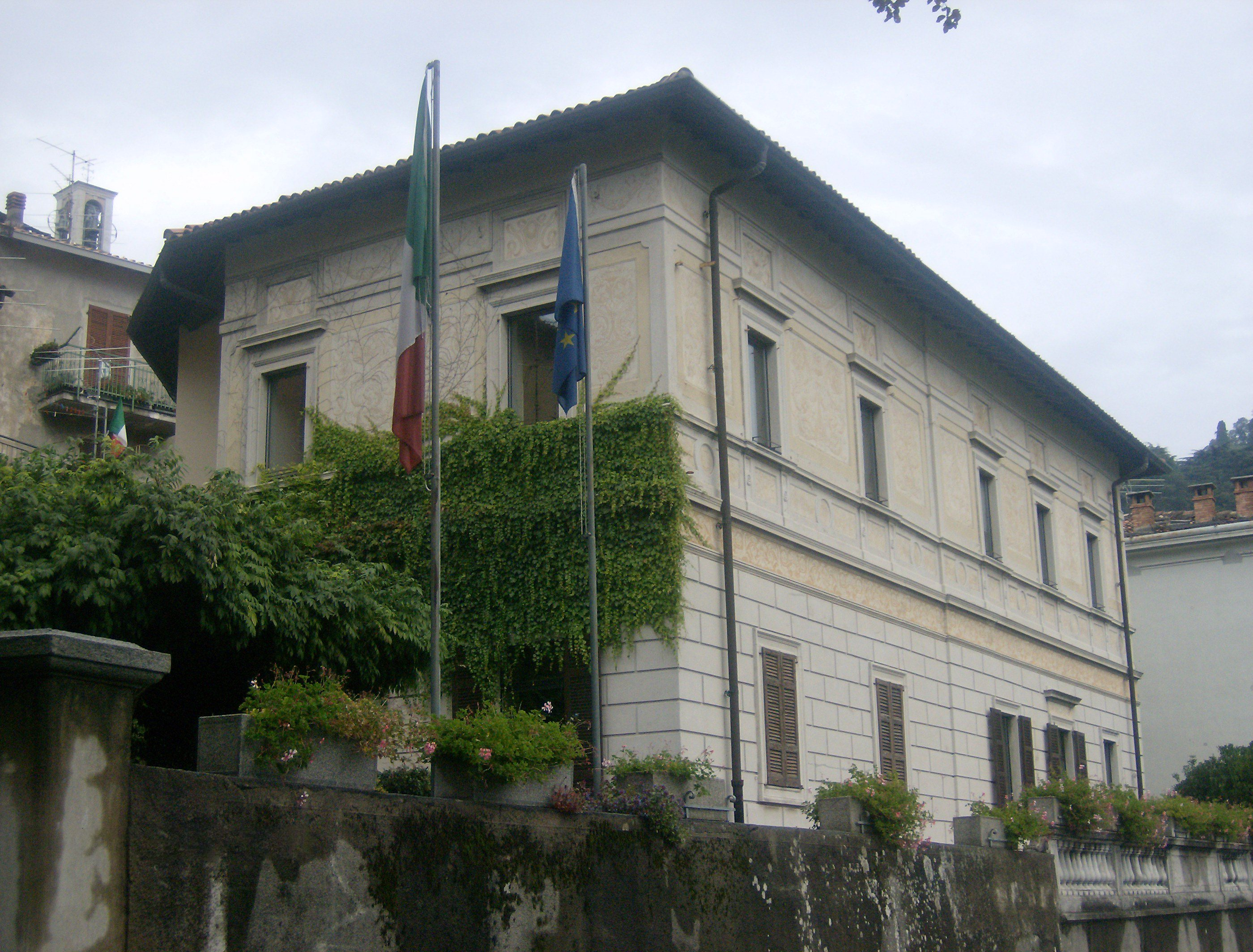
Villa Franceschini, sede del municipio

La tabella seguente elenca i nomi dei sindaci che dal 1860 si sono susseguiti alla guida del Comune.
| Periodo | Periodo   | Primo cittadino            | Partito                | Carica                    | Note             |
| ------- | --------- | -------------------------- | ---------------------- | ------------------------- | ---------------- |
| 1860    | 1866      | Giovanni Monti             |                        | Sindaco                   |                  |
| 1866    | 1872      | Francesco Monti            |                        | Sindaco                   |                  |
| 1872    | 1884      | Antonio Monti              |                        | Sindaco                   |                  |
| 1884    | 1884      | Giuseppe Pedraglio         |                        | Sindaco                   |                  |
| 1884    | 1915      | Antonio Baserga            |                        | Sindaco                   |                  |
| 1915    | 1926      | Angelo Zannini             |                        | Sindaco                   |                  |
| 1926    | 1927      | Eugenio Levati             |                        | Commissario prefettizio   |                  |
| 1927    | 1927      | Candido Luciano Marchini   |                        | Commissario prefettizio   |                  |
| 1927    | 1930      | Federico Lo Monaco         |                        | Commissario prefettizio   |                  |
| 1930    | 1940      | Giuseppe Grippa            |                        | Podestà                   |                  |
| 1940    | 1943      | Luigi Aliverti             |                        | Commissario prefettizio   |                  |
| 1943    | 1943      | Gabriele Giussani          |                        | Commissario prefettizio   |                  |
| 1943    | 1947      | ---                        |                        | Sindaco                   | Frazione di Como |
| 1947    | 1948      | Giuseppe Russo             |                        | Commissario prefettizio   |                  |
| 1948    | 1949      | Enrico Ghezzi              |                        | Sindaco                   |                  |
| 1949    | 1952      | Luigi Silo                 |                        | Sindaco                   |                  |
| 1952    | 1959      | Gabriele Giussani          | San Maurizio a cavallo | Sindaco                   |                  |
| 1959    | 1960      | Camillo Bianchi Fetuccia   |                        | Sindaco                   |                  |
| 1960    | 1963      | Carlo Fontana              |                        | Sindaco                   |                  |
| 1963    | 1964      | Antonio Noseda             |                        | Sindaco                   |                  |
| 1964    | 1970      | Camillo Bianchi Fetuccia   |                        | Sindaco                   |                  |
| 1970    | 1975      | Socrate Meconcelli         |                        | Sindaco                   |                  |
| 1975    | 1984      | Giovanni Bernasconi        |                        | Sindaco                   |                  |
| 1984    | 1995      | Angelo Doneda              |                        | Sindaco                   |                  |
| 1995    | 1999      | Francesco Bianchi Fetuccia |                        | Sindaco                   |                  |
| 1999    | 2009      | Darko Pandakovic           | Viviamo Brunate        | Sindaco                   |                  |
| 2009    | 2019      | Davide Bodini              | Risorsa Brunate        | Sindaco                   |                  |
| 2019    | 2022      | Saverio Saffioti           | Brunate da Vivere      | Sindaco                   |                  |
| 2022    | 2023      | Delia Nicotra              |                        | Commissario Straordinario |                  |
| 2023    | in carica | Simone Rizzi               | Brunate in Comune      | Sindaco                   |                  |

## Sport
Il centro sportivo comunale del Nidrino comprende un campo di calcio a 11, una palestra, un campo da tennis e una struttura coperta polivalente.
La locale squadra di calcio, l'Associazione Sportiva Dilettantistica Brunatese, partecipa ai campionati giovanili organizzati dalla F.I.G.C. e ai tornei amatoriali organizzati dal C.S.I.
- Pietro Berra, Da Plinio a Volta - Itinerari d'autore sul lago di Como, Lomazzo, New Press Edizioni, 2023.

### Esplicative
1. ↑  Per il dialetto comasco, si utilizza l'ortografia ticinese, introdotta a partire dal 1969 dall'associazione culturale Famiglia Comasca nei vocabolari, nei documenti e nella produzione letteraria.
2. ↑  
«Su questo monte ebbe ospitale ricovero contro l'ira ingiusta del marito Santa Guglielma.
Qui visse e fece transito al Cielo la B. Maddalena Albrici. Ci dimorarono il B. Antonio da S. Germano e S. Bernardino da Siena.
L'umile Brunate fu detto Terra di Santi.»
(Lapide posta sulla facciata nord della chiesa di Sant'Andrea Apostolo)
3. ↑  Per Brunate i gradi-giorno sono 3 085; fonte: ENEA.
4. ↑  Da cui deriva il cognome Prina, e non viceversa.
5. ↑  Da qui la possibile origine celtica del toponimo "Brunate"; si veda a tal proposito la sezione "Toponimo".
6. ↑  L'ultimo atto di Stato Civile di Brunate come Comune autonomo fu un atto di nascita datato 12 agosto 1943, mentre il primo atto dopo la ricostituzione del Comune fu un atto di morte del 26 novembre 1947; fonte: Ufficio dello Stato Civile.
7. ↑  Testo e firme della petizione popolare sono conservate nell'archivio comunale.
8. ↑  Copia di tale decreto è conservato negli archivi comunali.
9. ↑  Il decreto di concessione lo descrive come: "Drappo trinciato di bianco e di rosso, riccamente ornato di ricami d'argento e caricato dello stemma sopra descritto con la iscrizione centrata in argento: Comune di Brunate. Le parti di metallo ed i cordoni saranno argentati. L'asta verticale sarà ricoperta di velluto dei colori del drappo, alternati, con bullette argentate poste a spirale. Nella freccia sarà rappresentato lo stemma del Comune e sul gambo inciso il nome. Cravatta a nastri tricolorati da colori nazionali frangiati d'argento".
10. ↑  La prima pietra fu posata il 30 aprile 1914 alla presenza del vescovo di Como Alfonso Archi.
11. ↑  Il termine "Castello" è qui utilizzato non nel senso di "castello medievale", ma di castrum, cioè di edificio recintato e quindi resistente agli assalti.
12. ↑  Si veda a tal proposito la sezione "Storia".
13. ↑  Si è passati da una media di 10 nascite negli anni trenta a una media di 22 nell'immediato dopoguerra; fonte: Ufficio dello Stato Civile.
14. ↑  Analizzando gli archivi anagrafici comunali, si può vedere come le persone immigrate a Brunate erano per lo più camerieri, cuochi e muratori: ciò a testimonianza della vocazione turistica del Comune, che cercava di risollevarsi economicamente con lo sviluppo delle strutture ricettive e con la costruzione di nuove case per vacanze.
15. ↑  La relativa convenzione è stata approvata con deliberazione del Consiglio Comunale n. 42 del 28 novembre 2001.
16. ↑  Il servizio micronido è stato reso operativo con deliberazioni del Consiglio Comunale n. 36 del 4 agosto 2003 e n. 46 del 2 ottobre 2003.
17. ↑  La prima convenzione è stata approvata con deliberazione del Consiglio Comunale n. 41 del 25 novembre 1995.
18. ↑  Tale intervento economico viene deliberato dal Consiglio Comunale nell'ambito del "Piano per il diritto allo studio", di regola nel corso dei Consigli Comunali che si tengono alla fine di settembre di ciascun anno; fonte: archivio comunale.
19. ↑  Nel 2011 la fiaccolata è partita dalla chiesa di Sant'Andrea di Casanova di Lenno; fonte: programma della manifestazione "Festa di Sant'Andrea 2011".
20. ↑  Da qui l'appellativo scigulatt ("venditori di cipolle" nel dialetto locale) dato agli abitanti di Brunate; Appellativi dialettali degli abitanti del Lecchese e della Brianza, p. 10
21. ↑  Nel 1958 a Brunate si contavano 15 tra alberghi e pensioni (Casnati 1994, p. 46); oggi ci sono 4 alberghi e 2 bed & breakfast.
22. ↑  bed & breakfast, frequentati per la maggior parte da turisti stranieri (per la maggior parte provenienti dal Giappone, dagli Stati Uniti e dai Paesi Bassi), e trattorie che servono i piatti tipici del luogo (brasato, selvaggina e polenta).
23. ↑  Il nuovo centro sportivo è stato presentato il 13 dicembre 2008; Foglio Comune - Notizie dall'Amministrazione Comunale di Brunate del 20 novembre 2008, p. 1.

### Bibliografiche
1. 1 2   Bilancio demografico mensile anno 2025 (dati provvisori), su demo.istat.it, ISTAT.
2. ↑   Classificazione sismica (XLS), su rischi.protezionecivile.gov.it.
3. ↑   Tabella dei gradi/giorno dei Comuni italiani raggruppati per Regione e Provincia (PDF), in Legge 26 agosto 1993, n. 412, allegato A, Agenzia nazionale per le nuove tecnologie, l'energia e lo sviluppo economico sostenibile, 1º marzo 2011,  p. 151. URL consultato il 25 aprile 2012 (archiviato dall'url originale il 1º gennaio 2017).
4. ↑   AA. VV., Dizionario di toponomastica. Storia e significato dei nomi geografici italiani., Milano, Garzanti, 1996,  p. 103, ISBN 88-11-30500-4.
5. ↑   Brunate: clima e dati geografici, su comuni-italiani.it. URL consultato il 21 febbraio 2015.
6. ↑  Pandakovic/Viganò, p. 44.
7. 1 2  Casnati 1994, p. 36.
8. ↑  Pandakovic/Viganò, p. 46.
9. ↑   Fonte Pissarottino, su geoview.info. URL consultato il 21 febbraio 2015.
10. ↑   Un pomeriggio a Brunate, il giardino di Como, su nuok.it. URL consultato il 21 febbraio 2015 (archiviato dall'url originale il 21 febbraio 2015).
11. ↑   Il clima di Brunate, su centrometeo.com. URL consultato il 21 febbraio 2015.
12. ↑   Zone climatiche italiane, su eurometeo.com. URL consultato il 21 febbraio 2015.
13. ↑  E. Casnati, p. 33.
14. ↑  Cfr. University of Wales. Proto-Celtic glossary Archiviato il 10 marzo 2023 in Internet Archive.
15. ↑  E. Casnati, pp. 34-36.
16. 1 2  Borghese, p. 114.
17. ↑  La Lombardia paese per paese, p. 505.
18. 1 2 3   Comune di Brunate, sec. XIV - 1757 – Istituzioni storiche – Lombardia Beni Culturali, su lombardiabeniculturali.it. URL consultato il 28 aprile 2020.
19. 1 2  Berra, p. 42.
20. ↑  Berra, pp. 42-43.
21. ↑  Berra, p. 43.
22. 1 2  E. Casnati, pp. 81-82.
23. 1 2   Comune di Brunate, 1798 - 1808 – Istituzioni storiche – Lombardia Beni Culturali, su lombardiabeniculturali.it. URL consultato il 28 aprile 2020.
24. 1 2   Comune di Brunate, 1816 - 1859 – Istituzioni storiche – Lombardia Beni Culturali, su lombardiabeniculturali.it. URL consultato il 28 aprile 2020.
25. ↑   Ettore Casnati, L'avventura del Casinò di Brunate, in Broletto, n. 1.
26. 1 2   Funicolare Como-Brunate, su atm-mi.it, Azienda Trasporti Milanesi. URL consultato il 22 febbraio 2015 (archiviato dall'url originale il 24 settembre 2009).
27. ↑   Cartoline d'Epoca: Treni, Tram, Ferrovie, Stazioni e tanto altro ancora, su ferrovieinrete.com. URL consultato il 21 febbraio 2015 (archiviato dall'url originale il 24 settembre 2015).
28. ↑   Brunate, su comotourism.it. URL consultato il 21 febbraio 2015 (archiviato dall'url originale il 22 febbraio 2015).
29. 1 2  Casnati 1994, pp. 20-21.
30. 1 2   Brunate, decreto 1970-02-19 DPR, concessione di stemma e gonfalone, su Archivio Centrale dello Stato.
31. ↑   Stemma Comune di Brunate, su comuni-italiani.it. URL consultato il 21 febbraio 2015.
32. ↑   Brunate, su Stemmi dei Comuni della Provincia di Como.
33. 1 2 3  Casnati 1994, p. 29.
34. ↑   beata Maddalena Albricci, su santiebeati.it.
35. ↑  E. Casnati, pp. 40-44.
36. ↑   Scheda dello strumento (PDF), su colzaniorgani.it. URL consultato il 22 febbraio 2015.
37. 1 2 3 4   Parrocchie, su comune.brunate.co.it. URL consultato il 22 febbraio 2015 (archiviato dall'url originale il 22 febbraio 2015).
38. 1 2   Brunate – S. Rita da Cascia – Santuari Diocesani, su santuari.diocesidicomo.it. URL consultato il 31 gennaio 2022.
39. ↑   Santuari diocesani e templi votivi – Santuari Diocesani, su santuari.diocesidicomo.it. URL consultato il 21 novembre 2023.
40. ↑   Parrocchia di Sant'Andrea, 1654 - [1989] – Istituzioni storiche – Lombardia Beni Culturali, su lombardiabeniculturali.it. URL consultato il 28 aprile 2020.
41. ↑   Piero Orlandi e Gian Carlo Botti, Monasteri e conventi in Lombardia, CELIP, 1998,  pp. 69 e segg..
42. ↑  Touring Club Italiano, p. 150.
43. ↑   Faro Voltiano, su lakecomo.it. URL consultato il 23 febbraio 2015 (archiviato dall'url originale il 24 febbraio 2015).
44. 1 2 3   Faro di Brunate, su My Site 2. URL consultato il 21 marzo 2024.
45. ↑  Touring Club Italiano, p. 151.
46. ↑  Luciano Giughello, Lora - La storia, p. 51.
47. 1 2  C. De Carli.
48. ↑   VILLA DUCA, su sistemalagodicomo.it. URL consultato il 28 febbraio 2015 (archiviato dall'url originale il 2 aprile 2015).
49. 1 2 3 4 5 6   Percorso lungo (primo giorno), su lombardiabeniculturali.it. URL consultato il 25 febbraio 2015.
50. ↑   VILLA CANTONI, su sistemalagodicomo.it. URL consultato il 28 febbraio 2015 (archiviato dall'url originale il 2 aprile 2015).
51. ↑   VILLA CALDERINI, su sistemalagodicomo.it. URL consultato il 28 febbraio 2015 (archiviato dall'url originale il 2 aprile 2015).
52. ↑   VILLA DOLARA PASINI, su sistemalagodicomo.it. URL consultato il 28 febbraio 2015 (archiviato dall'url originale il 2 aprile 2015).
53. ↑   VILLA MANFREDINI, su sistemalagodicomo.it. URL consultato il 28 febbraio 2015 (archiviato dall'url originale il 2 aprile 2015).
54. ↑   VILLA BIRAGHI, su sistemalagodicomo.it. URL consultato il 28 febbraio 2015 (archiviato dall'url originale il 2 aprile 2015).
55. ↑   VILLA GHEZZI, su sistemalagodicomo.it. URL consultato il 28 febbraio 2015 (archiviato dall'url originale il 2 aprile 2015).
56. ↑   VILLA PIROTTA BONACOSSA, su sistemalagodicomo.it. URL consultato il 28 febbraio 2015 (archiviato dall'url originale il 21 febbraio 2015).
57. ↑   VILLA ORLANDI, su sistemalagodicomo.it. URL consultato il 28 febbraio 2015 (archiviato dall'url originale il 2 aprile 2015).
58. ↑   VILLA MARINONI, su sistemalagodicomo.it. URL consultato il 28 febbraio 2015 (archiviato dall'url originale il 2 aprile 2015).
59. 1 2 3  TCI, Guida d'Italia [...], p. 280.
60. ↑  Berra, pp. 43-44.
61. ↑   Comune di Brunate, 1757 - 1797 – Istituzioni storiche – Lombardia Beni Culturali, su lombardiabeniculturali.it. URL consultato il 28 aprile 2020.
62. ↑  Dati tratti da:
  -  Popolazione residente dei comuni. Censimenti dal 1861 al 1991 (PDF), su ebiblio.istat.it, ISTAT.
  -  Popolazione residente per territorio – serie storica, su esploradati.censimentopopolazione.istat.it.
Nota bene: il dato del 2021 si riferisce al dato del censimento permanente al 31 dicembre di quell'anno.
63. ↑   Popolazione Brunate 2001-2013, su tuttitalia.it. URL consultato il 1º marzo 2015.
64. ↑  Fonte: Ufficio Anagrafe
65. ↑   Statistiche Demografiche - Cittadini stranieri Brunate 2013, su tuttitalia.it. URL consultato il 1º marzo 2015.
66. ↑   Glauco Sanga, Dialettologia lombarda, Pavia, Università di Pavia, 1984.
67. ↑   Slavejkov, Penčo nell'Enciclopedia Treccani, su treccani.it. URL consultato il 12 maggio 2018.
68. ↑   La ricezione di Pencho Slavejkov in Italia, su bulgaria-italia.com.
69. ↑   Link Biblioteca 28 febbraio 2015, su comune.brunate.co.it. URL consultato il 28 febbraio 2015 (archiviato dall'url originale il 2 aprile 2015).
70. ↑  E. Casnati, pp. 43, 48-49.
71. ↑  Archivio Associazione Appuntamenti Musicali.
72. ↑  Casnati 1994, p. 55.
73. 1 2  Pandakovic/Viganò, p. 92.
74. ↑  Pandakovic/Viganò, pp. 44-46.
75. 1 2  Pandakovic/Viganò, p. 93.
76. ↑  E. Casnati, pp. 73-74.
77. ↑  M. Pedraglio.
78. ↑   Hotel super lusso al posto del Milano. Costerà 12 milioni (PDF), su lightstorage.laprovinciadicomo.it. URL consultato il 28 febbraio 2015.
79. ↑   GRAND HOTEL MILANO, su sistemalagodicomo.it. URL consultato il 28 febbraio 2015 (archiviato dall'url originale il 2 aprile 2015).
80. ↑   Brunate, piccolo gioiello Belle Epoque sul lago di Como, su eguardoilmondodalmioblog.com. URL consultato il 28 febbraio 2015 (archiviato dall'url originale il 23 settembre 2015).
81. ↑   GRAND HOTEL BRUNATE, su sistemalagodicomo.it. URL consultato il 28 febbraio 2015 (archiviato dall'url originale il 2 aprile 2015).
82. ↑  A. Marcarini.
83. 1 2   Come arrivare a Brunate, su comune.brunate.co.it. URL consultato il 21 febbraio 2015 (archiviato dall'url originale il 23 settembre 2015).
84. ↑   Link regione 14 febbraio 2015, su trasporti.regione.lombardia.it. URL consultato il 4 novembre 2008 (archiviato dall'url originale il 25 agosto 2007).
85. ↑  Ordinanza n. 1100 del 18 febbraio 2008
86. ↑   Ville, su comune.brunate.co.it. URL consultato il 25 febbraio 2015 (archiviato dall'url originale il 26 febbraio 2015).
87. ↑  Casnati 1994.
88. ↑  Deliberazioni della Giunta Comunale nn. 31, 32 e 33 del 29 marzo 2006; Foglio Comune - Notizie dall'Amministrazione Comunale di Brunate del 20 luglio 2006, pp. 1-2
89. ↑   Sito ufficiale ASD Brunatese, su asdbrunatese.org. URL consultato il 14 febbraio 2015 (archiviato dall'url originale l'11 ottobre 2014).